# Torneo Clausura 2023 Liga de Expansión
El Torneo Clausura 2023 fue el sexto torneo de la Liga de Expansión MX, una liga de fútbol fundada en el año 2020 como parte del "Proyecto de Estabilización", el cual tiene como objetivo rescatar a los equipos de la Liga de Ascenso de México con problemas financieros y evitar de esta forma la desaparición de la Segunda División en México.

## Sistema de competición
El torneo de la Liga de Expansión MX, está conformado en dos partes:
- Fase de calificación: Se integra por las 17 jornadas del torneo.
- Fase final: Se integra por los partidos de cuartos de final, semifinal y final, más conocida como liguilla.

### Fase de clasificación
En la fase de clasificación se observará el sistema de puntos. La ubicación en la tabla general está sujeta a lo siguiente:
- Por juego ganado se obtendrán tres puntos.
- Por juego empatado se obtendrá un punto.
- Por juego perdido no se otorgan puntos.

En esta fase participan los 18 clubes de la Liga de Expansión MX jugando en cada torneo todos contra todos durante las 17 jornadas respectivas, a un solo partido.
El orden de los clubes al final de la fase de calificación del torneo corresponderá a la suma de los puntos obtenidos por cada uno de ellos y se presentará en forma descendente. Si al finalizar las 17 jornadas del torneo, dos o más clubes estuviesen empatados en puntos, su posición en la tabla general será determinada atendiendo a los siguientes criterios de desempate:
1. Mejor diferencia entre los goles anotados y recibidos y goles.
2. Mayor número de goles anotados.
3. Marcadores particulares entre los clubes empatados.
4. Mayor número de goles anotados como visitante.
5. Mejor ubicado en la tabla general de cociente
6. Tabla Fair Play
7. Sorteo.

Para determinar los lugares que ocuparán los clubes que participen en la fase final del torneo se tomará como base la tabla general de clasificación.
Participan automáticamente por el título de Campeón de la Liga de Expansión MX, los 12 primeros clubes de la tabla general de clasificación al término de las 17 jornadas, los primeros cuatro lugares se clasifican directamente a los cuartos de final.

### Fase final
Previo a la ronda de cuartos de final, habrá una fase de reclasificación en la que participarán los clubes ubicados entre las posiciones 5 y 12 de la tabla general. Jugarán el 5 vs. el 12, el 6 vs. el 11, 7 vs. 10, y 8 vs 9. Las eliminatorias se jugarán a un partido, en el estadio del club mejor ubicado en la tabla general. Los 4 clubes ganadores se reubicarán en los lugares del 5 al 8, según su posición en la tabla, para jugar la etapa de cuartos de final. Los equipos clasificados de la posición 1 al 4 se clasificarán directamente a los cuartos de final.
Los ocho clubes calificados para esta fase del torneo serán reubicados de acuerdo con el lugar que ocupen en la tabla General al término de la Jornada 17, con el puesto del número uno al club mejor clasificado, y así hasta el número 7. Los partidos a esta fase se desarrollarán a visita, en las siguientes etapas:
- Cuartos de final
- Semifinales
- Final

Los clubes vencedores en los partidos de cuartos de final y semifinal serán aquellos que en los dos juegos anoten el mayor número de goles. De existir empate en el número de goles anotados, la posición se definirá a favor del club con mayor cantidad de goles a favor cuando actúe como visitante. Aplicarán las mismas normativas para el orden de enfrentamientos la ronda de semifinales y final.
Si una vez aplicado el criterio anterior los clubes siguieran empatados, se observará la posición de los clubes en la tabla general de clasificación.
Los partidos correspondientes a las fases de visita recíproca se jugarán obligatoriamente los días miércoles y sábado, y jueves y domingo eligiendo, en su caso, exclusivamente en forma descendente, los cuatro clubes mejor clasificados en la tabla general al término de la jornada 17, el día y horario de su partido como local. Los siguientes cuatro clubes podrán elegir únicamente el horario.
El club vencedor de la final y por lo tanto Campeón, será aquel que en los dos partidos anote el mayor número de goles. Si al término del tiempo reglamentario el partido está empatado, se agregarán dos tiempos extras de 15 minutos cada uno. De persistir el empate en estos periodos, se procederá a lanzar tiros penales hasta que resulte un vencedor.
Los partidos de cuartos de final se jugarán de la siguiente manera:
En las semifinales participarán los cuatro clubes vencedores de cuartos de final, reubicándolos del uno al cuatro, de acuerdo a su mejor posición en la tabla General de clasificación al término de la jornada 17 del torneo correspondiente, enfrentándose:
Disputarán el título de Campeón del Torneo de Clausura 2023, los dos clubes vencedores de la fase semifinal correspondiente, reubicándolos del uno al dos, de acuerdo a su mejor posición en la tabla general de clasificación al término de la jornada 17 de cada Torneo.

## Información de los clubes

### Datos de los clubes
| Club             | Entrenador            | Ciudad                         | Estadio                      | Capacidad | Fundación       | Patrocinador  | Kit          |
| ---------------- | --------------------- | ------------------------------ | ---------------------------- | --------- | --------------- | ------------- | ------------ |
| Atlante          | Mario García Covalles | Ciudad de México               | Ciudad de los Deportes       | 34 253    | 1918 (106 años) | Betcris       | Keuka        |
| Atlético La Paz  | Jaime Durán           | La Paz, Baja California Sur    | Guaycura                     | 5 209     | 2022 (3 años)   | Baja Ferries  | Silver Sport |
| Atlético Morelia | Carlos Adrián Morales | Morelia, Michoacán             | Morelos                      | 34 795    | 1950 (75 años)  | Akron         | Keuka        |
| Cancún           | Íñigo Idiakez         | Cancún, Quintana Roo           | Olímpico Andrés Quintana Roo | 18 844    | 2020 (4 años)   | Cancún        | Nike         |
| Celaya           | Francisco Ramírez     | Celaya, Guanajuato             | Miguel Alemán Valdés         | 23 182    | 1954 (71 años)  | Bachoco       | Keuka        |
| Cimarrones       | Roberto Hernández     | Hermosillo, Sonora             | Héroe de Nacozari            | 18 747    | 2013 (12 años)  | Caliente      | Keuka        |
| Correcaminos UAT | Edgar Solano          | Ciudad Victoria, Tamaulipas    | Marte R. Gómez               | 10 520    | 1980 (45 años)  |               | Silver Sport |
| Dorados          | Rafael García         | Culiacán, Sinaloa              | Dorados                      | 23 000    | 2003 (21 años)  | Coppel        | Charly       |
| Durango          | Héctor Real           | Durango, Durango               | Francisco Zarco              | 18 000    | 1997 (28 años)  | Bio Pappel    | Keuka        |
| Leones Negros    | Alfonso Sosa          | Guadalajara, Jalisco           | Jalisco                      | 55 020    | 1970 (55 años)  | Electrolit    | Sporelli     |
| Oaxaca           | Jorge Manrique        | Oaxaca, Oaxaca                 | Tecnológico de Oaxaca        | 14 598    | 2012 (12 años)  | Patsa         | Silver Sport |
| Pumas Tabasco    | Israel Hernández      | Villahermosa, Tabasco          | Olímpico de Villahermosa     | 12 000    | 2020 (4 años)   | DHL           | Nike         |
| Raya2            | Nicolás Sánchez       | Monterrey, Nuevo León          | BBVA                         | 53 500    | 2021 (3 años)   |               | Puma         |
| Tapatío          | Gerardo Espinoza      | Zapopan, Jalisco               | Akron                        | 49 850    | 1973 (51 años)  |               | Puma         |
| Tepatitlán       | Daniel Guzmán         | Tepatitlán de Morelos, Jalisco | Tepa Gómez                   | 12 500    | 1944 (81 años)  | Pacífica      | Sporelli     |
| Tlaxcala         | Jorge Villalpando     | Tlaxcala, Tlaxcala             | Tlahuicole                   | 12 000    | 2014 (10 años)  | Tlaxcala      | Keuka        |
| Venados          | Bruno Marioni         | Mérida, Yucatán                | Carlos Iturralde             | 15 087    | 1988 (37 años)  | Yucatán       | Spiro        |
| Zacatecas        | Alexis Moreno         | Zacatecas, Zacatecas           | Carlos Vega Villalba         | 20 068    | 2014 (11 años)  | Fresnillo plc | Spiro        |

Datos actualizados al 27 de febrero de 2023.

### Cambios de entrenadores
| Equipo           | Entrenador (Jornadas)   | Fecha de vacante      | Tipo de salida | Pos. | Entrenador entrante   | Fecha de nombramiento |
| ---------------- | ----------------------- | --------------------- | -------------- | ---- | --------------------- | --------------------- |
| Atlético Morelia | Gabriel Pereyra (1 - 8) | 27 de febrero de 2023 | Despedido      | 8º   | Carlos Adrián Morales | 27 de febrero de 2023 |

### Equipos por Entidad Federativa
| Estado              | N.º | Equipos                                    |
| ------------------- | --- | ------------------------------------------ |
| Jalisco             | 3   | U. de G., Tepatitlán F. C. y C. D. Tapatío |
| Baja California Sur | 1   | Atlético La Paz                            |
| Ciudad de México    | 1   | Atlante                                    |
| Durango             | 1   | Durango                                    |
| Guanajuato          | 1   | Celaya                                     |
| Michoacán           | 1   | Morelia                                    |
| Nuevo León          | 1   | Raya2                                      |
| Oaxaca              | 1   | Oaxaca                                     |
| Quintana Roo        | 1   | Cancún                                     |
| Sinaloa             | 1   | Dorados                                    |
| Sonora              | 1   | Cimarrones                                 |
| Tabasco             | 1   | Pumas Tabasco                              |
| Tamaulipas          | 1   | Correcaminos UAT                           |
| Tlaxcala            | 1   | Tlaxcala                                   |
| Yucatán             | 1   | Venados                                    |
| Zacatecas           | 1   | Mineros                                    |

### Estadios
|                                                                                                |                                                                                               |                                                                                             |
|                                                                                                |                                                                                               |                                                                                             |
| Estadio Jalisco Ciudad: Guadalajara Capacidad: 55.020 Club: Universidad de Guadalajara         | Estadio BBVA Ciudad: Guadalupe Capacidad: 53.500 Club: Raya2                                  | Estadio Akron Ciudad: Zapopan Capacidad:49.850 Club: Club Deportivo Tapatío                 |
|                                                                                                |                                                                                               |                                                                                             |
| Estadio Morelos Ciudad: Morelia Capacidad: 34.795 Club: Atlético Morelia                       | Estadio de la Ciudad de los Deportes Ciudad: Ciudad de México Capacidad: 34.253 Club: Atlante | Estadio Miguel Alemán Valdés Ciudad: Celaya Capacidad: 23.182 Club: Celaya                  |
|                                                                                                |                                                                                               |                                                                                             |
| Estadio Dorados Ciudad: Culiacán Capacidad: 23.000 Club: Dorados de Sinaloa                    | Estadio Carlos Vega Villalba Ciudad: Zacatecas Capacidad: 20.068 Club: Mineros de Zacatecas   | Estadio Héroe de Nacozari Ciudad: Hermosillo Capacidad: 18.747 Club: Cimarrones de Sonora   |
|                                                                                                |                                                                                               |                                                                                             |
| Estadio Olímpico Andrés Quintana Roo Ciudad: Cancún Capacidad: 18.844 Club: Cancún Fútbol Club | Estadio Francisco Zarco Ciudad: Durango Capacidad: 18.000 Club: Alacranes de Durango          | Estadio Carlos Iturralde Rivero Ciudad: Mérida Capacidad: 15.087 Club: Venados              |
|                                                                                                |                                                                                               |                                                                                             |
| Estadio Tecnológico de Oaxaca Ciudad: Oaxaca Capacidad:14.598 Club: Alebrijes de Oaxaca        | Estadio Tepa Gómez Ciudad: Tepatitlán Capacidad: 12.500 Club: Tepatitlán Fútbol Club          | Estadio Olímpico de Villahermosa Ciudad: Villahermosa Capacidad: 12.000 Club: Pumas Tabasco |
|                                                                                                |                                                                                               |                                                                                             |
| Estadio Tlahuicole Ciudad:Tlaxcala Capacidad: 12.000 Club: Tlaxcala Fútbol Club                | Estadio Marte R. Gómez Ciudad: Ciudad Victoria Capacidad: 10.520 Club: Correcaminos UAT       | Estadio Guaycura Ciudad: La Paz Capacidad: 5.209 Club: Atlético La Paz                      |

## Torneo regular
- El Calendario completo según la página oficial.
- Los horarios son correspondientes al Tiempo del Centro de México (UTC-6).[8]
- Calendario dado a conocer el 24 de noviembre de 2022.[9]

| Jornada 1       | Jornada 1 | Jornada 1        | Jornada 1               | Jornada 1     | Jornada 1 | Jornada 1    | Jornada 1  | Jornada 1 |
| Local           | Resultado | Visitante        | Estadio                 | Fecha         | Hora      | Espectadores | Amonestado | Expulsado |
| --------------- | --------- | ---------------- | ----------------------- | ------------- | --------- | ------------ | ---------- | --------- |
| Celaya          | 2 - 0     | Cancún           | Miguel Alemán Valdés    | 4 de enero    | 17:05     | 1 547        | 3          | 0         |
| Atlético La Paz | 2 - 0     | Zacatecas        | Guaycura                | 4 de enero    | 19:05     | 2 648        | 5          | 0         |
| Venados         | 1 - 0     | Tepatitlán       | Carlos Iturralde Rivero | 4 de enero    | 21:05     | 4 217        | 5          | 0         |
| Durango         | 0 - 4     | Cimarrones       | Francisco Zarco         | 5 de enero    | 17:00     | 1 374        | 4          | 0         |
| Atlante         | 4 - 0     | Oaxaca           | Ciudad de los Deportes  | 5 de enero    | 19:05     | 2 347        | 4          | 0         |
| Raya2           | 0 - 0     | Tapatío          | BBVA                    | 6 de enero    | 17:00     | 272          | 5          | 0         |
| Tlaxcala        | 0 - 0     | Atlético Morelia | Tlahuicole              | 6 de enero    | 17:00     | 2 267        | 3          | 0         |
| Leones Negros   | 3 - 3     | Pumas Tabasco    | Jalisco                 | 13 de febrero | 19:00     | 2 243        | 3          | 1         |
| Dorados         | 0 - 1     | Correcaminos     | Dorados                 | 16 de abril   | 21:05     | 723          | 2          | 0         |

| Jornada 2        | Jornada 2 | Jornada 2       | Jornada 2                | Jornada 2   | Jornada 2 | Jornada 2    | Jornada 2  | Jornada 2 |
| Local            | Resultado | Visitante       | Estadio                  | Fecha       | Hora      | Espectadores | Amonestado | Expulsado |
| ---------------- | --------- | --------------- | ------------------------ | ----------- | --------- | ------------ | ---------- | --------- |
| Correcaminos     | 1 - 1     | Venados         | Marte R. Gómez           | 10 de enero | 17:05     | 2 423        | 4          | 1         |
| Pumas Tabasco    | 3 - 0     | Tlaxcala        | Olímpico de Villahermosa | 10 de enero | 19:05     | 760          | 2          | 0         |
| Zacatecas        | 1 - 1     | Dorados         | Carlos Vega Villalba     | 10 de enero | 21:05     | 2 573        | 1          | 0         |
| Oaxaca           | 0 - 1     | Celaya          | Tecnológico de Oaxaca    | 11 de enero | 17:00     | 1 587        | 8          | 1         |
| Cancún           | 2 - 2     | Leones Negros   | O. Andrés Quintana Roo   | 11 de enero | 19:05     | 2 393        | 8          | 1         |
| Cimarrones       | 1 - 2     | Raya2           | Héroe de Nacozari        | 11 de enero | 21:05     | 1 458        | 2          | 1         |
| Atlético Morelia | 3 - 0     | Durango         | Morelos                  | 12 de enero | 19:00     | 6 085        | 5          | 1         |
| Tapatío          | 4 - 3     | Atlante         | Akron                    | 13 de enero | 17:00     | 264          | 3          | 1         |
| Tepatitlán       | 3 - 0     | Atlético La Paz | Gregorio "Tepa" Gómez    | 15 de enero | 12:00     | 3 344        | 4          | 0         |

| Jornada 3       | Jornada 3 | Jornada 3        | Jornada 3               | Jornada 3   | Jornada 3 | Jornada 3    | Jornada 3  | Jornada 3 |
| Local           | Resultado | Visitante        | Estadio                 | Fecha       | Hora      | Espectadores | Amonestado | Expulsado |
| --------------- | --------- | ---------------- | ----------------------- | ----------- | --------- | ------------ | ---------- | --------- |
| Tlaxcala        | 1 - 2     | Zacatecas        | Tlahuicole              | 17 de enero | 17:05     | 1 541        | 4          | 0         |
| Celaya          | 1 - 1     | Raya2            | Miguel Alemán Valdés    | 17 de enero | 19:05     | 2 461        | 6          | 1         |
| Dorados         | 1 - 2     | Cancún           | Dorados                 | 17 de enero | 21:05     | 1 833        | 6          | 1         |
| Durango         | 0 - 2     | Tepatitlán       | Francisco Zarco         | 18 de enero | 17:00     | 1 100        | 8          | 0         |
| Leones Negros   | 1 - 2     | Cimarrones       | Jalisco                 | 18 de enero | 19:05     | 2 929        | 3          | 0         |
| Venados         | 2 - 1     | Oaxaca           | Carlos Iturralde Rivero | 18 de enero | 21:05     | 4 024        | 3          | 0         |
| Atlético La Paz | 3 - 3     | Atlético Morelia | Guaycura                | 19 de enero | 19:05     | 3 283        | 5          | 1         |
| Atlante         | 1 - 1     | Pumas Tabasco    | Ciudad de los Deportes  | 19 de enero | 21:05     | 2 582        | 4          | 1         |
| Correcaminos    | 1 - 2     | Tapatío          | Marte R. Gómez          | 20 de enero | 17:00     | 2 704        | 5          | 0         |

| Jornada 4        | Jornada 4 | Jornada 4       | Jornada 4              | Jornada 4   | Jornada 4 | Jornada 4    | Jornada 4  | Jornada 4 |
| Local            | Resultado | Visitante       | Estadio                | Fecha       | Hora      | Espectadores | Amonestado | Expulsado |
| ---------------- | --------- | --------------- | ---------------------- | ----------- | --------- | ------------ | ---------- | --------- |
| Raya2            | 2 - 0     | Tlaxcala        | BBVA                   | 24 de enero | 17:00     | 230          | 5          | 1         |
| Cimarrones       | 1 - 0     | Atlante         | Héroe de Nacozari      | 24 de enero | 21:05     | 1 046        | 4          | 0         |
| Celaya           | 1 - 0     | Leones Negros   | Miguel Alemán Valdés   | 25 de enero | 17:00     | 1 908        | 4          | 0         |
| Cancún           | 0 - 1     | Correcaminos    | O. Andrés Quintana Roo | 25 de enero | 19:05     | 1 271        | 6          | 0         |
| Oaxaca           | 3 - 0     | Dorados         | Tecnológico de Oaxaca  | 25 de enero | 21:05     | 2 750        | 5          | 0         |
| Atlético Morelia | 1 - 0     | Venados         | Morelos                | 26 de enero | 19:00     | 7 038        | 9          | 0         |
| Pumas Tabasco    | 1 - 1     | Tepatitlán      | Olímpico Universitario | 27 de enero | 17:05     | 0            | 6          | 1         |
| Zacatecas        | 1 - 2     | Durango         | Carlos Vega Villalba   | 28 de enero | 17:00     | 2 964        | 1          | 0         |
| Tapatío          | 2 - 0     | Atlético La Paz | Akron                  | 29 de enero | 17:00     | 782          | 7          | 1         |

| Jornada 5       | Jornada 5 | Jornada 5        | Jornada 5               | Jornada 5    | Jornada 5 | Jornada 5    | Jornada 5  | Jornada 5 |
| Local           | Resultado | Visitante        | Estadio                 | Fecha        | Hora      | Espectadores | Amonestado | Expulsado |
| --------------- | --------- | ---------------- | ----------------------- | ------------ | --------- | ------------ | ---------- | --------- |
| Durango         | 4 - 3     | Cancún           | Francisco Zarco         | 31 de enero  | 17:05     | 1 476        | 12         | 1         |
| Atlante         | 3 - 0     | Zacatecas        | Ciudad de los Deportes  | 31 de enero  | 19:05     | 1 823        | 5          | 0         |
| Dorados         | 1 - 2     | Pumas Tabasco    | Dorados                 | 31 de enero  | 21:05     | 1 833        | 9          | 0         |
| Tlaxcala        | 3 - 1     | Oaxaca           | Tlahuicole              | 1 de febrero | 17:00     | 1 585        | 4          | 0         |
| Venados         | 0 - 1     | Raya2            | Carlos Iturralde Rivero | 1 de febrero | 19:05     | 4 997        | 3          | 0         |
| Atlético La Paz | 1 - 2     | Cimarrones       | Guaycura                | 1 de febrero | 21:05     | 2 832        | 4          | 1         |
| Tepatitlán      | 2 - 0     | Atlético Morelia | Gregorio "Tepa" Gómez   | 2 de febrero | 17:00     | 1 612        | 6          | 1         |
| Correcaminos    | 3 - 1     | Leones Negros    | Marte R. Gómez          | 2 de febrero | 19:05     | 2 210        | 5          | 0         |
| Tapatío         | 2 - 2     | Celaya           | Akron                   | 3 de febrero | 17:00     | 269          | 6          | 0         |

| Jornada 6        | Jornada 6 | Jornada 6       | Jornada 6                | Jornada 6     | Jornada 6 | Jornada 6    | Jornada 6  | Jornada 6 |
| Local            | Resultado | Visitante       | Estadio                  | Fecha         | Hora      | Espectadores | Amonestado | Expulsado |
| ---------------- | --------- | --------------- | ------------------------ | ------------- | --------- | ------------ | ---------- | --------- |
| Raya2            | 2 - 0     | Atlético La Paz | BBVA                     | 7 de febrero  | 17:05     | 301          | 8          | 0         |
| Cancún           | 1 - 1     | Atlante         | O. Andrés Quintana Roo   | 7 de febrero  | 19:05     | 4 244        | 6          | 0         |
| Leones Negros    | 1 - 0     | Durango         | Jalisco                  | 7 de febrero  | 21:05     | 2 081        | 4          | 1         |
| Cimarrones       | 0 - 1     | Tlaxcala        | Héroe de Nacozari        | 7 de febrero  | 21:05     | 1 387        | 2          | 0         |
| Celaya           | 4 - 2     | Dorados         | Miguel Alemán Valdés     | 8 de febrero  | 17:00     | 1 806        | 4          | 1         |
| Pumas Tabasco    | 2 - 1     | Correcaminos    | Olímpico de Villahermosa | 8 de febrero  | 19:05     | 1 200        | 5          | 0         |
| Oaxaca           | 0 - 3     | Tepatitlán      | Tecnológico de Oaxaca    | 8 de febrero  | 21:05     | 2 578        | 6          | 3         |
| Atlético Morelia | 2 - 0     | Tapatío         | Morelos                  | 9 de febrero  | 19:05     | 7 502        | 3          | 0         |
| Zacatecas        | 2 - 1     | Venados         | Carlos Vega Villalba     | 10 de febrero | 17:00     | 2 107        | 9          | 2         |

| Jornada 7       | Jornada 7 | Jornada 7        | Jornada 7               | Jornada 7     | Jornada 7 | Jornada 7    | Jornada 7  | Jornada 7 |
| Local           | Resultado | Visitante        | Estadio                 | Fecha         | Hora      | Espectadores | Amonestado | Expulsado |
| --------------- | --------- | ---------------- | ----------------------- | ------------- | --------- | ------------ | ---------- | --------- |
| Correcaminos    | 1 - 1     | Atlético Morelia | Marte R. Gómez          | 14 de febrero | 17:05     | 1 872        | 4          | 0         |
| Venados         | 1 - 0     | Cimarrones       | Carlos Iturralde Rivero | 14 de febrero | 19:05     | 2 897        | 2          | 1         |
| Dorados         | 1 - 2     | Tlaxcala         | Dorados                 | 14 de febrero | 21:05     | 1 233        | 5          | 0         |
| Durango         | 1 - 1     | Oaxaca           | Francisco Zarco         | 15 de febrero | 17:00     | 1 569        | 7          | 0         |
| Atlético La Paz | 1 - 0     | Cancún           | Guaycura                | 15 de febrero | 19:05     | 2 168        | 6          | 0         |
| Atlante         | 1 - 0     | Celaya           | Ciudad de los Deportes  | 15 de febrero | 21:05     | 2 123        | 5          | 0         |
| Zacatecas       | 2 - 3     | Raya2            | Carlos Vega Villalba    | 16 de febrero | 19:05     | 2 670        | 6          | 0         |
| Tapatío         | 3 - 1     | Pumas Tabasco    | Akron                   | 17 de febrero | 17:00     | 301          | 5          | 0         |
| Tepatitlán      | 1 - 1     | Leones Negros    | Gregorio "Tepa" Gómez   | 19 de febrero | 12:00     | 4 403        | 9          | 2         |

| Jornada 8        | Jornada 8 | Jornada 8       | Jornada 8                | Jornada 8     | Jornada 8 | Jornada 8    | Jornada 8  | Jornada 8 |
| Local            | Resultado | Visitante       | Estadio                  | Fecha         | Hora      | Espectadores | Amonestado | Expulsado |
| ---------------- | --------- | --------------- | ------------------------ | ------------- | --------- | ------------ | ---------- | --------- |
| Tlaxcala         | 1 - 2     | Tapatío         | Tlahuicole               | 21 de febrero | 17:05     | 2 622        | 1          | 0         |
| Raya2            | 0 - 0     | Cancún          | BBVA                     | 21 de febrero | 19:05     | 409          | 4          | 1         |
| Cimarrones       | 2 - 0     | Dorados         | Héroe de Nacozari        | 21 de febrero | 21:05     | 1 135        | 5          | 1         |
| Tepatitlán       | 2 - 2     | Zacatecas       | Gregorio "Tepa" Gómez    | 22 de febrero | 17:00     | 1 744        | 3          | 0         |
| Venados          | 1 - 0     | Durango         | Carlos Iturralde Rivero  | 22 de febrero | 19:05     | 2 873        | 3          | 1         |
| Pumas Tabasco    | 0 - 1     | Celaya          | Olímpico de Villahermosa | 22 de febrero | 21:05     | 1 284        | 10         | 0         |
| Leones Negros    | 3 - 2     | Atlético La Paz | Jalisco                  | 23 de febrero | 21:05     | 3 769        | 5          | 0         |
| Oaxaca           | 4 - 0     | Correcaminos    | Tecnológico de Oaxaca    | 24 de febrero | 17:00     | 1 896        | 4          | 0         |
| Atlético Morelia | 0 - 1     | Atlante         | Morelos                  | 26 de febrero | 17:00     | 13 362       | 7          | 1         |

| Jornada 9       | Jornada 9 | Jornada 9        | Jornada 9                | Jornada 9     | Jornada 9 | Jornada 9    | Jornada 9  | Jornada 9 |
| Local           | Resultado | Visitante        | Estadio                  | Fecha         | Hora      | Espectadores | Amonestado | Expulsado |
| --------------- | --------- | ---------------- | ------------------------ | ------------- | --------- | ------------ | ---------- | --------- |
| Zacatecas       | 2 - 1     | Leones Negros    | Carlos Vega Villalba     | 28 de febrero | 17:05     | 2 127        | 4          | 0         |
| Atlético La Paz | 2 - 1     | Durango          | Guaycura                 | 28 de febrero | 19:05     | 2 269        | 9          | 0         |
| Pumas Tabasco   | 1 - 1     | Venados          | Olímpico de Villahermosa | 28 de febrero | 21:05     | 1 400        | 4          | 0         |
| Correcaminos    | 0 - 0     | Cimarrones       | Marte R. Gómez           | 1 de marzo    | 17:00     | 1 620        | 4          | 0         |
| Cancún          | 1 - 0     | Atlético Morelia | O. Andrés Quintana Roo   | 1 de marzo    | 19:05     | 1 982        | 9          | 2         |
| Dorados         | 2 - 1     | Tepatitlán       | Dorados                  | 1 de marzo    | 21:05     | 1 633        | 6          | 0         |
| Atlante         | 2 - 1     | Raya2            | Ciudad de los Deportes   | 2 de marzo    | 19:00     | 2 985        | 2          | 0         |
| Tapatío         | 1 - 1     | Oaxaca           | Akron                    | 2 de marzo    | 21:05     | 365          | 5          | 0         |
| Celaya          | 1 - 1     | Tlaxcala         | Miguel Alemán Valdés     | 3 de marzo    | 17:00     | 2 053        | 4          | 0         |

| Jornada 10       | Jornada 10 | Jornada 10    | Jornada 10              | Jornada 10  | Jornada 10 | Jornada 10   | Jornada 10 | Jornada 10 |
| Local            | Resultado  | Visitante     | Estadio                 | Fecha       | Hora       | Espectadores | Amonestado | Expulsado  |
| ---------------- | ---------- | ------------- | ----------------------- | ----------- | ---------- | ------------ | ---------- | ---------- |
| Durango          | 3 - 0      | Dorados       | Francisco Zarco         | 7 de marzo  | 17:05      | 1 740        | 3          | 0          |
| Atlético La Paz  | 4 - 1      | Correcaminos  | Guaycura                | 7 de marzo  | 19:05      | 2 663        | 5          | 0          |
| Atlético Morelia | 1 - 2      | Zacatecas     | Morelos                 | 7 de marzo  | 21:05      | 6 650        | 5          | 0          |
| Tlaxcala         | 1 - 0      | Cancún        | Tlahuicole              | 8 de marzo  | 17:00      | 1 755        | 6          | 0          |
| Venados          | 1 - 1      | Atlante       | Carlos Iturralde Rivero | 8 de marzo  | 19:05      | 5 585        | 1          | 0          |
| Raya2            | 1 - 1      | Oaxaca        | BBVA                    | 8 de marzo  | 21:05      | 309          | 8          | 0          |
| Tepatitlán       | 1 - 2      | Celaya        | Gregorio "Tepa" Gómez   | 9 de marzo  | 19:00      | 3 547        | 11         | 1          |
| Cimarrones       | 0 - 0      | Pumas Tabasco | Héroe de Nacozari       | 9 de marzo  | 21:05      | 2 258        | 4          | 1          |
| Leones Negros    | 1 - 3      | Tapatío       | Jalisco                 | 12 de marzo | 17:00      | 6 425        | 3          | 0          |

| Jornada 11       | Jornada 11 | Jornada 11      | Jornada 11               | Jornada 11  | Jornada 11 | Jornada 11   | Jornada 11 | Jornada 11 |
| Local            | Resultado  | Visitante       | Estadio                  | Fecha       | Hora       | Espectadores | Amonestado | Expulsado  |
| ---------------- | ---------- | --------------- | ------------------------ | ----------- | ---------- | ------------ | ---------- | ---------- |
| Tlaxcala         | 1 - 1      | Venados         | Tlahuicole               | 14 de marzo | 17:05      | 1 585        | 5          | 0          |
| Pumas Tabasco    | 1 - 1      | Atlético La Paz | Olímpico de Villahermosa | 14 de marzo | 19:05      | 1 400        | 7          | 2          |
| Correcaminos     | 2 - 1      | Tepatitlán      | Marte R. Gómez           | 14 de marzo | 21:05      | 1 493        | 3          | 0          |
| Oaxaca           | 2 - 2      | Leones Negros   | Tecnológico de Oaxaca    | 15 de marzo | 17:00      | 1 976        | 7          | 0          |
| Atlético Morelia | 1 - 0      | Raya2           | Morelos                  | 15 de marzo | 19:05      | 5 057        | 4          | 1          |
| Dorados          | 0 - 0      | Atlante         | Dorados                  | 15 de marzo | 21:05      | 1 833        | 3          | 0          |
| Cancún           | 3 - 2      | Zacatecas       | O. Andrés Quintana Roo   | 16 de marzo | 19:05      | 1 758        | 4          | 0          |
| Tapatío          | 1 - 0      | Cimarrones      | Akron                    | 16 de marzo | 21:05      | 342          | 5          | 1          |
| Celaya           | 2 - 1      | Durango         | Miguel Alemán Valdés     | 19 de marzo | 17:00      | 2 699        | 5          | 1          |

| Jornada 12      | Jornada 12 | Jornada 12       | Jornada 12              | Jornada 12  | Jornada 12 | Jornada 12   | Jornada 12 | Jornada 12 |
| Local           | Resultado  | Visitante        | Estadio                 | Fecha       | Hora       | Espectadores | Amonestado | Expulsado  |
| --------------- | ---------- | ---------------- | ----------------------- | ----------- | ---------- | ------------ | ---------- | ---------- |
| Tepatitlán      | 1 - 0      | Cancún           | Gregorio "Tepa" Gómez   | 21 de marzo | 17:05      | 1 128        | 8          | 0          |
| Zacatecas       | 3 - 6      | Oaxaca           | Carlos Vega Villalba    | 21 de marzo | 19:05      | 2 490        | 3          | 0          |
| Cimarrones      | 1 - 1      | Celaya           | Héroe de Nacozari       | 21 de marzo | 21:05      | 1 328        | 7          | 1          |
| Atlético La Paz | 1 - 1      | Dorados          | Guaycura                | 21 de marzo | 21:05      | 3 401        | 9          | 1          |
| Durango         | 1 - 1      | Pumas Tabasco    | Francisco Zarco         | 22 de marzo | 17:00      | 2 480        | 6          | 0          |
| Raya2           | 0 - 4      | Correcaminos     | BBVA                    | 22 de marzo | 19:05      | 561          | 4          | 0          |
| Venados         | 0 - 0      | Tapatío          | Carlos Iturralde Rivero | 22 de marzo | 21:05      | 4 536        | 3          | 0          |
| Atlante         | 0 - 2      | Tlaxcala         | Ciudad de los Deportes  | 23 de marzo | 17:00      | 1 720        | 3          | 0          |
| Leones Negros   | 0 - 1      | Atlético Morelia | Jalisco                 | 23 de marzo | 19:05      | 2 464        | 2          | 0          |

| Jornada 13    | Jornada 13 | Jornada 13       | Jornada 13               | Jornada 13  | Jornada 13 | Jornada 13   | Jornada 13 | Jornada 13 |
| Local         | Resultado  | Visitante        | Estadio                  | Fecha       | Hora       | Espectadores | Amonestado | Expulsado  |
| ------------- | ---------- | ---------------- | ------------------------ | ----------- | ---------- | ------------ | ---------- | ---------- |
| Oaxaca        | 1 - 2      | Atlético La Paz  | Tecnológico de Oaxaca    | 24 de marzo | 17:05      | 2 186        | 3          | 0          |
| Cancún        | 1 - 2      | Cimarrones       | O. Andrés Quintana Roo   | 24 de marzo | 19:05      | 2 388        | 8          | 0          |
| Celaya        | 2 - 1      | Venados          | Miguel Alemán Valdés     | 25 de marzo | 17:00      | 2 362        | 7          | 2          |
| Correcaminos  | 1 - 0      | Zacatecas        | Marte R. Gómez           | 25 de marzo | 19:05      | 3 051        | 7          | 1          |
| Pumas Tabasco | 1 - 3      | Raya2            | Olímpico de Villahermosa | 25 de marzo | 21:05      | 1 500        | 7          | 1          |
| Atlante       | 0 - 0      | Leones Negros    | Ciudad de los Deportes   | 26 de marzo | 12:00      | 8 496        | 6          | 0          |
| Tapatío       | 0 - 2      | Tepatitlán       | Akron                    | 26 de marzo | 17:00      | 810          | 2          | 0          |
| Dorados       | 0 - 1      | Atlético Morelia | Dorados                  | 26 de marzo | 19:05      | 1 521        | 7          | 0          |
| Tlaxcala      | 1 - 2      | Durango          | Tlahuicole               | 26 de marzo | 21:05      | 2 880        | 2          | 1          |

| Jornada 14       | Jornada 14 | Jornada 14    | Jornada 14             | Jornada 14  | Jornada 14 | Jornada 14   | Jornada 14 | Jornada 14 |
| Local            | Resultado  | Visitante     | Estadio                | Fecha       | Hora       | Espectadores | Amonestado | Expulsado  |
| ---------------- | ---------- | ------------- | ---------------------- | ----------- | ---------- | ------------ | ---------- | ---------- |
| Zacatecas        | 0 - 2      | Pumas Tabasco | Carlos Vega Villalba   | 28 de marzo | 17:05      | 2 017        | 6          | 0          |
| Atlético La Paz  | 3 - 2      | Venados       | Guaycura               | 28 de marzo | 19:05      | 2 147        | 8          | 1          |
| Cimarrones       | 0 - 1      | Oaxaca        | Héroe de Nacozari      | 28 de marzo | 21:05      | 1 733        | 2          | 0          |
| Durango          | 1 - 0      | Correcaminos  | Francisco Zarco        | 29 de marzo | 17:00      | 1 587        | 3          | 0          |
| Cancún           | 1 - 0      | Tapatío       | O. Andrés Quintana Roo | 29 de marzo | 19:05      | 2 335        | 6          | 2          |
| Raya2            | 1 - 2      | Dorados       | BBVA                   | 29 de marzo | 21:05      | 185          | 5          | 0          |
| Tepatitlán       | 0 - 0      | Atlante       | Gregorio "Tepa" Gómez  | 30 de marzo | 21:05      | 7 900        | 6          | 0          |
| Leones Negros    | 3 - 0      | Tlaxcala      | Jalisco                | 31 de marzo | 17:00      | 1 503        | 2          | 0          |
| Atlético Morelia | 3 - 2      | Celaya        | Morelos                | 2 de abril  | 21:05      | 8 508        | 8          | 0          |

| Jornada 15    | Jornada 15 | Jornada 15       | Jornada 15               | Jornada 15 | Jornada 15 | Jornada 15   | Jornada 15 | Jornada 15 |
| Local         | Resultado  | Visitante        | Estadio                  | Fecha      | Hora       | Espectadores | Amonestado | Expulsado  |
| ------------- | ---------- | ---------------- | ------------------------ | ---------- | ---------- | ------------ | ---------- | ---------- |
| Tlaxcala      | 1 - 0      | Atlético La Paz  | Tlahuicole               | 4 de abril | 17:05      | 2 526        | 7          | 0          |
| Venados       | 1 - 1      | Leones Negros    | Carlos Iturralde Rivero  | 4 de abril | 19:05      | 3 556        | 6          | 1          |
| Raya2         | 1 - 1      | Durango          | BBVA                     | 4 de abril | 21:05      | 602          | 6          | 0          |
| Celaya        | 2 - 1      | Zacatecas        | Miguel Alemán Valdés     | 5 de abril | 17:00      | 2 527        | 3          | 0          |
| Pumas Tabasco | 1 - 0      | Atlético Morelia | Olímpico de Villahermosa | 5 de abril | 19:05      | 1 350        | 7          | 0          |
| Cimarrones    | 0 - 0      | Tepatitlán       | Héroe de Nacozari        | 5 de abril | 21:05      | 2 098        | 3          | 0          |
| Tapatío       | 4 - 0      | Dorados          | Akron                    | 6 de abril | 19:05      | 1 017        | 3          | 0          |
| Atlante       | 2 - 1      | Correcaminos     | Ciudad de los Deportes   | 6 de abril | 21:05      | 3 728        | 6          | 0          |
| Oaxaca        | 1 - 0      | Cancún           | Tecnológico de Oaxaca    | 7 de abril | 17:00      | 2 589        | 6          | 1          |

| Jornada 16       | Jornada 16 | Jornada 16    | Jornada 16             | Jornada 16  | Jornada 16 | Jornada 16   | Jornada 16 | Jornada 16 |
| Local            | Resultado  | Visitante     | Estadio                | Fecha       | Hora       | Espectadores | Amonestado | Expulsado  |
| ---------------- | ---------- | ------------- | ---------------------- | ----------- | ---------- | ------------ | ---------- | ---------- |
| Zacatecas        | 0 - 2      | Cimarrones    | Carlos Vega Villalba   | 11 de abril | 17:05      | 1 520        | 3          | 0          |
| Cancún           | 4 - 1      | Pumas Tabasco | O. Andrés Quintana Roo | 11 de abril | 19:05      | 3 027        | 8          | 0          |
| Dorados          | 0 - 5      | Venados       | Dorados                | 11 de abril | 21:05      | 1 823        | 2          | 0          |
| Durango          | 2 - 5      | Tapatío       | Francisco Zarco        | 12 de abril | 17:00      | 5 983        | 9          | 0          |
| Atlético La Paz  | 1 - 2      | Atlante       | Guaycura               | 12 de abril | 19:05      | 5 153        | 6          | 0          |
| Correcaminos     | 0 - 1      | Celaya        | Marte R. Gómez         | 12 de abril | 21:05      | 1 881        | 4          | 0          |
| Leones Negros    | 4 - 0      | Raya2         | Jalisco                | 13 de abril | 17:00      | 2 088        | 6          | 0          |
| Atlético Morelia | 2 - 1      | Oaxaca        | Morelos                | 13 de abril | 19:05      | 9 128        | 9          | 0          |
| Tepatitlán       | 0 - 0      | Tlaxcala      | Gregorio "Tepa" Gómez  | 14 de abril | 17:00      | 2 446        | 3          | 0          |

| Jornada 17    | Jornada 17 | Jornada 17       | Jornada 17              | Jornada 17  | Jornada 17 | Jornada 17   | Jornada 17 | Jornada 17 |
| Local         | Resultado  | Visitante        | Estadio                 | Fecha       | Hora       | Espectadores | Amonestado | Expulsado  |
| ------------- | ---------- | ---------------- | ----------------------- | ----------- | ---------- | ------------ | ---------- | ---------- |
| Oaxaca        | 1 - 0      | Pumas Tabasco    | Tecnológico de Oaxaca   | 18 de abril | 17:05      | 4 353        | 7          | 0          |
| Venados       | 1 - 1      | Cancún           | Carlos Iturralde Rivero | 18 de abril | 19:05      | 7 086        | 5          | 1          |
| Cimarrones    | 0 - 1      | Atlético Morelia | Héroe de Nacozari       | 18 de abril | 21:05      | 3 041        | 6          | 3          |
| Tapatío       | 1 - 2      | Zacatecas        | Akron                   | 19 de abril | 17:00      | 381          | 3          | 0          |
| Celaya        | 4 - 2      | Atlético La Paz  | Miguel Alemán Valdés    | 19 de abril | 19:05      | 3 579        | 9          | 0          |
| Raya2         | 1 - 1      | Tepatitlán       | BBVA                    | 19 de abril | 21:05      | 274          | 6          | 1          |
| Leones Negros | 2 - 0      | Dorados          | Jalisco                 | 20 de abril | 18:00      | 2 641        | 5          | 0          |
| Tlaxcala      | 0 - 0      | Correcaminos     | Tlahuicole              | 21 de abril | 17:00      | 3 020        | 4          | 0          |
| Atlante       | 1 - 0      | Durango          | Ciudad de los Deportes  | 23 de abril | 17:00      | 5 886        | 5          | 1          |

## Tabla general
| Pos. | Equipo           | Pts. | PJ | G  | E | P  | GF | GC | Dif. | Clasificación                         |
| ---- | ---------------- | ---- | -- | -- | - | -- | -- | -- | ---- | ------------------------------------- |
| 1    | Celaya           | 37   | 17 | 11 | 4 | 2  | 29 | 17 | +12  | Cuartos de final de la liguilla       |
| 2    | Tapatío (C)      | 31   | 17 | 9  | 4 | 4  | 30 | 19 | +11  | Cuartos de final de la liguilla       |
| 3    | Atlante          | 30   | 17 | 8  | 6 | 3  | 22 | 13 | +9   | Cuartos de final de la liguilla       |
| 4    | Atlético Morelia | 30   | 17 | 9  | 3 | 5  | 20 | 14 | +6   | Cuartos de final de la liguilla       |
| 5    | Tepatitlán       | 25   | 17 | 6  | 7 | 4  | 21 | 12 | +9   | Reclasificación a liguilla            |
| 6    | Cimarrones       | 25   | 17 | 7  | 4 | 6  | 17 | 11 | +6   | Reclasificación a liguilla            |
| 7    | Raya2            | 24   | 17 | 6  | 6 | 5  | 19 | 21 | −2   | Reclasificación a liguilla            |
| 8    | Tlaxcala         | 23   | 17 | 6  | 5 | 6  | 15 | 18 | −3   | Reclasificación a liguilla            |
| 9    | Venados          | 22   | 17 | 5  | 7 | 5  | 20 | 16 | +4   | Reclasificación a liguilla            |
| 10   | Oaxaca           | 22   | 17 | 6  | 4 | 7  | 25 | 25 | 0    | Reclasificación a liguilla            |
| 11   | Pumas Tabasco    | 22   | 17 | 5  | 7 | 5  | 20 | 16 | +4   | Último lugar de la tabla de cocientes |
| 12   | Correcaminos     | 22   | 17 | 6  | 4 | 7  | 18 | 20 | −2   | Reclasificación a liguilla            |
| 13   | Leones Negros    | 21   | 17 | 5  | 6 | 6  | 26 | 23 | +3   | Reclasificación a liguilla            |
| 14   | Atlético La Paz  | 21   | 17 | 6  | 3 | 8  | 25 | 29 | −4   |                                       |
| 15   | Cancún           | 19   | 17 | 5  | 4 | 8  | 19 | 21 | −2   |                                       |
| 16   | Durango          | 18   | 17 | 5  | 3 | 9  | 19 | 29 | −10  |                                       |
| 17   | Zacatecas        | 17   | 17 | 5  | 2 | 10 | 22 | 34 | −12  |                                       |
| 18   | Dorados          | 9    | 17 | 2  | 3 | 12 | 11 | 35 | −24  |                                       |

Actualizado a los partidos jugados el 23 de abril de 2023.
 Fuente: Liga Expansión MX
Criterios de clasificación: Puntos · Diferencia de goles · Goles a favor · Goles como visitante · Tabla de cocientes · Fair play ·  Play-off

### Evolución de la clasificación
Fecha de actualización: 23 de abril de 2023
| Equipo / Jornada | 01  | 02  | 03  | 04  | 05  | 06  | 07  | 08  | 09  | 10  | 11  | 12  | 13  | 14  | 15  | 16  | 17 |
| ---------------- | --- | --- | --- | --- | --- | --- | --- | --- | --- | --- | --- | --- | --- | --- | --- | --- | -- |
| Celaya           | 3   | 1   | 1   | 2   | 3   | 1   | 3   | 2   | 1   | 2   | 2   | 2   | 1   | 1   | 1   | 1   | 1  |
| Tapatío          | 7   | 3   | 2   | 1   | 2   | 7   | 4   | 3   | 3   | 1   | 1   | 1   | 2   | 2   | 2   | 2   | 2  |
| Atlante          | 2   | 6   | 8   | 9   | 8   | 8   | 8   | 6   | 4   | 4   | 3   | 3   | 7   | 6   | 3   | 3   | 3  |
| Atlético Morelia | 6   | 2   | 6   | 4   | 7   | 6   | 6   | 8   | 9   | 12  | 9   | 7   | 6   | 3   | 4   | 4   | 4  |
| Tepatitlán       | 14  | 9   | 5   | 6   | 5   | 3   | 2   | 4   | 6   | 6   | 7   | 5   | 4   | 4   | 5   | 6   | 5  |
| Cimarrones       | 1   | 7   | 4   | 3   | 1   | 4   | 5   | 5   | 5   | 5   | 5   | 6   | 5   | 7   | 7   | 5   | 6  |
| Raya2            | 9   | 4   | 7   | 5   | 4   | 2   | 1   | 1   | 2   | 3   | 4   | 4   | 3   | 5   | 6   | 7   | 7  |
| Tlaxcala         | 8   | 16  | 16  | 18  | 14  | 11  | 10  | 10  | 10  | 9   | 10  | 8   | 10  | 11  | 10  | 9   | 8  |
| Venados          | 5   | 5   | 3   | 7   | 10  | 10  | 9   | 7   | 7   | 7   | 6   | 9   | 11  | 12  | 12  | 10  | 9  |
| Oaxaca           | 17  | 17  | 17  | 14  | 16  | 17  | 17  | 14  | 16  | 14  | 15  | 14  | 15  | 14  | 11  | 12  | 10 |
| Pumas Tabasco    | 13* | 8*  | 9*  | 8*  | 6*  | 5*  | 7   | 9   | 8   | 8   | 8   | 10  | 12  | 9   | 8   | 8   | 11 |
| Correcaminos     | 12* | 13* | 15* | 10* | 9*  | 9*  | 11* | 12* | 15* | 17* | 14* | 11* | 8*  | 10* | 13* | 15* | 12 |
| Leones Negros    | 11* | 11* | 13* | 16* | 17* | 15* | 15  | 11  | 13  | 16  | 16  | 17  | 17  | 16  | 15  | 13  | 13 |
| Atlético La Paz  | 4   | 10  | 10  | 13  | 13  | 16  | 13  | 15  | 12  | 11  | 11  | 12  | 9   | 8   | 9   | 11  | 14 |
| Cancún           | 16  | 14  | 11  | 12  | 12  | 14  | 16  | 17  | 14  | 15  | 13  | 15  | 16  | 15  | 16  | 14  | 15 |
| Durango          | 18  | 18  | 18  | 15  | 11  | 13  | 14  | 16  | 17  | 13  | 17  | 16  | 13  | 13  | 14  | 16  | 16 |
| Zacatecas        | 15  | 15  | 12  | 11  | 15  | 12  | 12  | 13  | 11  | 10  | 12  | 13  | 14  | 17  | 17  | 17  | 17 |
| Dorados          | 10* | 12* | 14* | 17* | 18* | 18* | 18* | 18* | 18* | 18* | 18* | 18* | 18* | 18* | 18* | 18* | 18 |

- * Indica la posición del equipo con un partido pendiente.

## Reclasificación
| 27 de abril de 2023 | Tepatitlán | 0:1 (0:1) | Leones Negros   | Estadio Tepa Gómez, Tepatitlán, Jalisco                               |                                                                       |
| 21:00 (UTC -6)      |            | Reporte   | 11' W. Rentería | Asistencia: 2 472 espectadores Árbitro(s): Edgar Ulises Rangel Araujo | Asistencia: 2 472 espectadores Árbitro(s): Edgar Ulises Rangel Araujo |

| 26 de abril de 2023 | Cimarrones   | 1:0 (0:0) | Correcaminos | Estadio Héroe de Nacozari, Hermosillo, Sonora                                  |                                                                                |
| 21:05 (UTC -6)      | J. López 47' | Reporte   |              | Asistencia: 2 674 espectadores Árbitro(s): Abraham de Jesús Quirarte Contreras | Asistencia: 2 674 espectadores Árbitro(s): Abraham de Jesús Quirarte Contreras |

| 26 de abril de 2023 | Raya2                         | 2:0 (2:0) | Oaxaca | Estadio BBVA, Guadalupe, Nuevo León                                   |                                                                       |
| 19:00 (UTC -6)      | D. Guillén 11' · J. Reyes 26' | Reporte   |        | Asistencia: 407 espectadores Árbitro(s): Vicente Jassiel Reynoso Arce | Asistencia: 407 espectadores Árbitro(s): Vicente Jassiel Reynoso Arce |

| 27 de abril de 2023 | Tlaxcala                           | 2:0 (1:0) | Venados | Estadio Tlahuicole, Tlaxcala, Tlaxcala                                |                                                                       |
| 19:00 (UTC -6)      | J. Hernández 8' · I. Hernández 62' | Reporte   |         | Asistencia: 4 682 espectadores Árbitro(s): Iván Antonio López Sánchez | Asistencia: 4 682 espectadores Árbitro(s): Iván Antonio López Sánchez |

## Liguilla
|  | Reclasificación          | Reclasificación          | Reclasificación          |                  |   | Cuartos de final                                                 | Cuartos de final                                                 | Cuartos de final                                                 | Cuartos de final                                                 | Cuartos de final                                                 |  |   | Semifinales                                                    | Semifinales                                                    | Semifinales                                                    | Semifinales                                                    | Semifinales                                                    |  |   | Final                                                | Final                                                | Final                                                | Final                                                | Final                                                |  |
|  | 26 y 27 de abril de 2023 | 26 y 27 de abril de 2023 | 26 y 27 de abril de 2023 |                  |   | 2, 3 y 4 de mayo de 2023 (ida) 5, 6 y 7 de mayo de 2023 (vuelta) | 2, 3 y 4 de mayo de 2023 (ida) 5, 6 y 7 de mayo de 2023 (vuelta) | 2, 3 y 4 de mayo de 2023 (ida) 5, 6 y 7 de mayo de 2023 (vuelta) | 2, 3 y 4 de mayo de 2023 (ida) 5, 6 y 7 de mayo de 2023 (vuelta) | 2, 3 y 4 de mayo de 2023 (ida) 5, 6 y 7 de mayo de 2023 (vuelta) |  |   | 10 y 11 de mayo de 2023 (ida) 13 y 14 de mayo de 2023 (vuelta) | 10 y 11 de mayo de 2023 (ida) 13 y 14 de mayo de 2023 (vuelta) | 10 y 11 de mayo de 2023 (ida) 13 y 14 de mayo de 2023 (vuelta) | 10 y 11 de mayo de 2023 (ida) 13 y 14 de mayo de 2023 (vuelta) | 10 y 11 de mayo de 2023 (ida) 13 y 14 de mayo de 2023 (vuelta) |  |   | 17 de mayo de 2023 (ida) 20 de mayo de 2023 (vuelta) | 17 de mayo de 2023 (ida) 20 de mayo de 2023 (vuelta) | 17 de mayo de 2023 (ida) 20 de mayo de 2023 (vuelta) | 17 de mayo de 2023 (ida) 20 de mayo de 2023 (vuelta) | 17 de mayo de 2023 (ida) 20 de mayo de 2023 (vuelta) |  |
|  |                          |                          |                          |                  |   |                                                                  |                                                                  |                                                                  |                                                                  |                                                                  |  |   |                                                                |                                                                |                                                                |                                                                |                                                                |  |   |                                                      |                                                      |                                                      |                                                      |                                                      |  |
|  |                          |                          |                          |                  |   |                                                                  |                                                                  |                                                                  |                                                                  |                                                                  |  |   |                                                                |                                                                |                                                                |                                                                |                                                                |  |   |                                                      |                                                      |                                                      |                                                      |                                                      |  |
|  |                          |                          |                          |                  |   |                                                                  |                                                                  |                                                                  |                                                                  |                                                                  |  |   |                                                                |                                                                |                                                                |                                                                |                                                                |  |   |                                                      |                                                      |                                                      |                                                      |                                                      |  |
|  |                          |                          |                          |                  |   |                                                                  |                                                                  |                                                                  |                                                                  |                                                                  |  |   |                                                                |                                                                |                                                                |                                                                |                                                                |  |   |                                                      |                                                      |                                                      |                                                      |                                                      |  |
|  |                          |                          |                          |                  |   |                                                                  |                                                                  |                                                                  |                                                                  |                                                                  |  |   |                                                                |                                                                |                                                                |                                                                |                                                                |  |   |                                                      |                                                      |                                                      |                                                      |                                                      |  |
|  |                          | 2                        | Tapatío (*)              | 2                | 1 | 3                                                                |                                                                  |                                                                  |                                                                  |                                                                  |  |   |                                                                |                                                                |                                                                |                                                                |                                                                |  |   |                                                      |                                                      |                                                      |                                                      |                                                      |  |
|  |                          |                          |                          | 2                | 1 | 3                                                                |                                                                  |                                                                  |                                                                  |                                                                  |  |   |                                                                |                                                                |                                                                |                                                                |                                                                |  |   |                                                      |                                                      |                                                      |                                                      |                                                      |  |
|  |                          |                          | 8                        | Tlaxcala         | 2 | 1                                                                | 3                                                                |                                                                  |                                                                  |                                                                  |  |   |                                                                |                                                                |                                                                |                                                                |                                                                |  |   |                                                      |                                                      |                                                      |                                                      |                                                      |  |
|  | 8                        | Tlaxcala                 | 8                        | Tlaxcala         | 2 | 1                                                                | 3                                                                | 2                                                                |                                                                  |                                                                  |  |   |                                                                |                                                                |                                                                |                                                                |                                                                |  |   |                                                      |                                                      |                                                      |                                                      |                                                      |  |
|  | 8                        | Tlaxcala                 |                          |                  |   |                                                                  |                                                                  |                                                                  |                                                                  |                                                                  |  |   |                                                                |                                                                |                                                                |                                                                |                                                                |  |   |                                                      |                                                      |                                                      |                                                      |                                                      |  |
|  | 9                        | Venados                  | 0                        |                  |   |                                                                  |                                                                  |                                                                  |                                                                  |                                                                  |  |   |                                                                |                                                                |                                                                |                                                                |                                                                |  |   |                                                      |                                                      |                                                      |                                                      |                                                      |  |
|  | 9                        | Venados                  | 0                        |                  |   |                                                                  |                                                                  |                                                                  |                                                                  |                                                                  |  | 2 | Tapatío                                                        | 0                                                              | 1                                                              | 1                                                              |                                                                |  |   |                                                      |                                                      |                                                      |                                                      |                                                      |  |
|  |                          |                          |                          |                  |   |                                                                  |                                                                  |                                                                  |                                                                  |                                                                  |  | 2 | Tapatío                                                        | 0                                                              | 1                                                              | 1                                                              |                                                                |  |   |                                                      |                                                      |                                                      |                                                      |                                                      |  |
|  |                          |                          | 3                        | Atlante          | 0 | 0                                                                | 0                                                                |                                                                  |                                                                  |                                                                  |  |   |                                                                |                                                                |                                                                |                                                                |                                                                |  |   |                                                      |                                                      |                                                      |                                                      |                                                      |  |
|  |                          |                          | 3                        | Atlante          | 0 | 0                                                                | 0                                                                |                                                                  |                                                                  |                                                                  |  |   |                                                                |                                                                |                                                                |                                                                |                                                                |  |   |                                                      |                                                      |                                                      |                                                      |                                                      |  |
|  |                          |                          |                          |                  |   |                                                                  |                                                                  |                                                                  |                                                                  |                                                                  |  |   |                                                                |                                                                |                                                                |                                                                |                                                                |  |   |                                                      |                                                      |                                                      |                                                      |                                                      |  |
|  |                          |                          |                          |                  |   |                                                                  |                                                                  |                                                                  |                                                                  |                                                                  |  |   |                                                                |                                                                |                                                                |                                                                |                                                                |  |   |                                                      |                                                      |                                                      |                                                      |                                                      |  |
|  |                          | 3                        | Atlante                  | 1                | 1 | 2                                                                |                                                                  |                                                                  |                                                                  |                                                                  |  |   |                                                                |                                                                |                                                                |                                                                |                                                                |  |   |                                                      |                                                      |                                                      |                                                      |                                                      |  |
|  |                          |                          |                          | 1                | 1 | 2                                                                |                                                                  |                                                                  |                                                                  |                                                                  |  |   |                                                                |                                                                |                                                                |                                                                |                                                                |  |   |                                                      |                                                      |                                                      |                                                      |                                                      |  |
|  |                          |                          | 7                        | Raya2            | 1 | 0                                                                | 0                                                                |                                                                  |                                                                  |                                                                  |  |   |                                                                |                                                                |                                                                |                                                                |                                                                |  |   |                                                      |                                                      |                                                      |                                                      |                                                      |  |
|  | 7                        | Raya2                    | 7                        | Raya2            | 1 | 0                                                                | 0                                                                | 2                                                                |                                                                  |                                                                  |  |   |                                                                |                                                                |                                                                |                                                                |                                                                |  |   |                                                      |                                                      |                                                      |                                                      |                                                      |  |
|  | 7                        | Raya2                    |                          |                  |   |                                                                  |                                                                  |                                                                  |                                                                  |                                                                  |  |   |                                                                |                                                                |                                                                |                                                                |                                                                |  |   |                                                      |                                                      |                                                      |                                                      |                                                      |  |
|  | 10                       | Oaxaca                   | 0                        |                  |   |                                                                  |                                                                  |                                                                  |                                                                  |                                                                  |  |   |                                                                |                                                                |                                                                |                                                                |                                                                |  |   |                                                      |                                                      |                                                      |                                                      |                                                      |  |
|  | 10                       | Oaxaca                   | 0                        |                  |   |                                                                  |                                                                  |                                                                  |                                                                  |                                                                  |  |   |                                                                |                                                                |                                                                |                                                                |                                                                |  | 2 | Tapatío (t. s.)                                      | 2                                                    | 2                                                    | 4                                                    |                                                      |  |
|  |                          |                          |                          |                  |   |                                                                  |                                                                  |                                                                  |                                                                  |                                                                  |  |   |                                                                |                                                                |                                                                |                                                                |                                                                |  | 2 | Tapatío (t. s.)                                      | 2                                                    | 2                                                    | 4                                                    |                                                      |  |
|  |                          |                          | 4                        | Atlético Morelia | 1 | 2                                                                | 3                                                                |                                                                  |                                                                  |                                                                  |  |   |                                                                |                                                                |                                                                |                                                                |                                                                |  |   |                                                      |                                                      |                                                      |                                                      |                                                      |  |
|  |                          |                          | 4                        | Atlético Morelia | 1 | 2                                                                | 3                                                                |                                                                  |                                                                  |                                                                  |  |   |                                                                |                                                                |                                                                |                                                                |                                                                |  |   |                                                      |                                                      |                                                      |                                                      |                                                      |  |
|  |                          |                          |                          |                  |   |                                                                  |                                                                  |                                                                  |                                                                  |                                                                  |  |   |                                                                |                                                                |                                                                |                                                                |                                                                |  |   |                                                      |                                                      |                                                      |                                                      |                                                      |  |
|  |                          |                          |                          |                  |   |                                                                  |                                                                  |                                                                  |                                                                  |                                                                  |  |   |                                                                |                                                                |                                                                |                                                                |                                                                |  |   |                                                      |                                                      |                                                      |                                                      |                                                      |  |
|  |                          | 1                        | Celaya                   | 3                | 1 | 4                                                                |                                                                  |                                                                  |                                                                  |                                                                  |  |   |                                                                |                                                                |                                                                |                                                                |                                                                |  |   |                                                      |                                                      |                                                      |                                                      |                                                      |  |
|  |                          |                          |                          | 3                | 1 | 4                                                                |                                                                  |                                                                  |                                                                  |                                                                  |  |   |                                                                |                                                                |                                                                |                                                                |                                                                |  |   |                                                      |                                                      |                                                      |                                                      |                                                      |  |
|  |                          |                          | 13                       | Leones Negros    | 0 | 0                                                                | 0                                                                |                                                                  |                                                                  |                                                                  |  |   |                                                                |                                                                |                                                                |                                                                |                                                                |  |   |                                                      |                                                      |                                                      |                                                      |                                                      |  |
|  | 5                        | Tepatitlán               | 13                       | Leones Negros    | 0 | 0                                                                | 0                                                                | 0                                                                |                                                                  |                                                                  |  |   |                                                                |                                                                |                                                                |                                                                |                                                                |  |   |                                                      |                                                      |                                                      |                                                      |                                                      |  |
|  | 5                        | Tepatitlán               |                          |                  |   |                                                                  |                                                                  |                                                                  |                                                                  |                                                                  |  |   |                                                                |                                                                |                                                                |                                                                |                                                                |  |   |                                                      |                                                      |                                                      |                                                      |                                                      |  |
|  | 13                       | Leones Negros            | 1                        |                  |   |                                                                  |                                                                  |                                                                  |                                                                  |                                                                  |  |   |                                                                |                                                                |                                                                |                                                                |                                                                |  |   |                                                      |                                                      |                                                      |                                                      |                                                      |  |
|  | 13                       | Leones Negros            | 1                        |                  |   |                                                                  |                                                                  |                                                                  |                                                                  |                                                                  |  | 1 | Celaya                                                         | 1                                                              | 1                                                              | 2                                                              |                                                                |  |   |                                                      |                                                      |                                                      |                                                      |                                                      |  |
|  |                          |                          |                          |                  |   |                                                                  |                                                                  |                                                                  |                                                                  |                                                                  |  | 1 | Celaya                                                         | 1                                                              | 1                                                              | 2                                                              |                                                                |  |   |                                                      |                                                      |                                                      |                                                      |                                                      |  |
|  |                          |                          | 4                        | Atlético Morelia | 1 | 3                                                                | 4                                                                |                                                                  |                                                                  |                                                                  |  |   |                                                                |                                                                |                                                                |                                                                |                                                                |  |   |                                                      |                                                      |                                                      |                                                      |                                                      |  |
|  |                          |                          | 4                        | Atlético Morelia | 1 | 3                                                                | 4                                                                |                                                                  |                                                                  |                                                                  |  |   |                                                                |                                                                |                                                                |                                                                |                                                                |  |   |                                                      |                                                      |                                                      |                                                      |                                                      |  |
|  |                          |                          |                          |                  |   |                                                                  |                                                                  |                                                                  |                                                                  |                                                                  |  |   |                                                                |                                                                |                                                                |                                                                |                                                                |  |   |                                                      |                                                      |                                                      |                                                      |                                                      |  |
|  |                          |                          |                          |                  |   |                                                                  |                                                                  |                                                                  |                                                                  |                                                                  |  |   |                                                                |                                                                |                                                                |                                                                |                                                                |  |   |                                                      |                                                      |                                                      |                                                      |                                                      |  |
|  |                          | 4                        | Atlético Morelia         | 1                | 1 | 2                                                                |                                                                  |                                                                  |                                                                  |                                                                  |  |   |                                                                |                                                                |                                                                |                                                                |                                                                |  |   |                                                      |                                                      |                                                      |                                                      |                                                      |  |
|  |                          |                          |                          | 1                | 1 | 2                                                                |                                                                  |                                                                  |                                                                  |                                                                  |  |   |                                                                |                                                                |                                                                |                                                                |                                                                |  |   |                                                      |                                                      |                                                      |                                                      |                                                      |  |
|  |                          |                          | 6                        | Cimarrones       | 1 | 0                                                                | 1                                                                |                                                                  |                                                                  |                                                                  |  |   |                                                                |                                                                |                                                                |                                                                |                                                                |  |   |                                                      |                                                      |                                                      |                                                      |                                                      |  |
|  | 6                        | Cimarrones               | 6                        | Cimarrones       | 1 | 0                                                                | 1                                                                | 1                                                                |                                                                  |                                                                  |  |   |                                                                |                                                                |                                                                |                                                                |                                                                |  |   |                                                      |                                                      |                                                      |                                                      |                                                      |  |
|  | 6                        | Cimarrones               |                          |                  |   |                                                                  |                                                                  |                                                                  |                                                                  |                                                                  |  |   |                                                                |                                                                |                                                                |                                                                |                                                                |  |   |                                                      |                                                      |                                                      |                                                      |                                                      |  |
|  | 12                       | Correcaminos             | 0                        |                  |   |                                                                  |                                                                  |                                                                  |                                                                  |                                                                  |  |   |                                                                |                                                                |                                                                |                                                                |                                                                |  |   |                                                      |                                                      |                                                      |                                                      |                                                      |  |
|  | 12                       | Correcaminos             | 0                        |                  |   |                                                                  |                                                                  |                                                                  |                                                                  |                                                                  |  |   |                                                                |                                                                |                                                                |                                                                |                                                                |  |   |                                                      |                                                      |                                                      |                                                      |                                                      |  |
|  |                          |                          |                          |                  |   |                                                                  |                                                                  |                                                                  |                                                                  |                                                                  |  |   |                                                                |                                                                |                                                                |                                                                |                                                                |  |   |                                                      |                                                      |                                                      |                                                      |                                                      |  |

- Campeón clasifica al  Campeón de Campeones 2022-23

(*) Avanza por su posición de la tabla

### Cuartos de final
| 2 de mayo de 2023 | Leones Negros | 0:3 (0:1) | Celaya                                          | Estadio Jalisco, Guadalajara, Jalisco                            |                                                                  |
| 19:05 (UTC-6)     |               | Reporte   | 9' A. Escoto · 54' G. Acosta · 77' A. Domínguez | Asistencia: 4 826 espectadores Árbitro(s): Mario Terrazas Chávez | Asistencia: 4 826 espectadores Árbitro(s): Mario Terrazas Chávez |

| 5 de mayo de 2023                           | Celaya        | 1:0 (0:0) (Global 4:0) | Leones Negros | Estadio Miguel Alemán Valdés, Celaya, Guanajuato                               |                                                                                |
| 19:05 (UTC-6)                               | D. Zamora 75' | Reporte                |               | Asistencia: 8 232 espectadores Árbitro(s): Abraham de Jesús Quirarte Contreras | Asistencia: 8 232 espectadores Árbitro(s): Abraham de Jesús Quirarte Contreras |
| Celaya avanzó a las semifinales. Global 4:0 |               |                        |               |                                                                                |                                                                                |

| 3 de mayo de 2023 | Tlaxcala                       | 2:2 (0:1) | Tapatío                            | Estadio Tlahuicole, Tlaxcala, Tlaxcala                                      |                                                                             |
| 21:05 (UTC-6)     | A. Serna 55' · E. Espinosa 80' | Reporte   | 23' A. Organista · 77' D. Guajardo | Asistencia: 7 972 espectadores Árbitro(s): Joaquín Alberto Vizcarra Armenta | Asistencia: 7 972 espectadores Árbitro(s): Joaquín Alberto Vizcarra Armenta |

| 6 de mayo de 2023                                                                                        | Tapatío      | 1:1 (0:0) (Global 3:3) | Tlaxcala       | Estadio Jalisco, Guadalajara, Jalisco                                |                                                                      |
| 17:00 (UTC-6)                                                                                            | M. Gómez 86' | Reporte                | 52' J. Zamudio | Asistencia: 1 083 espectadores Árbitro(s): Salvador Pérez Villalobos | Asistencia: 1 083 espectadores Árbitro(s): Salvador Pérez Villalobos |
| Tapatío avanza a Semifinales por posición en la tabla regular tras empatar en el marcador global por 3-3 |              |                        |                |                                                                      |                                                                      |

| 3 de mayo de 2023 | Raya2          | 1:1 (0:1) | Atlante     | Estadio BBVA, Guadalupe, Nuevo León                              |                                                                  |
| 19:00 (UTC-6)     | G. Sánchez 84' | Reporte   | 4' D. López | Asistencia: 1 113 espectadores Árbitro(s): Martín Molina Astorga | Asistencia: 1 113 espectadores Árbitro(s): Martín Molina Astorga |

| 6 de mayo de 2023                           | Atlante         | 1:0 (0:0) (Global 2:1) | Raya2 | Estadio de la Ciudad de los Deportes, Ciudad de México                |                                                                       |
| 12:00 (UTC-6)                               | J. Portales 68' | Reporte                |       | Asistencia: 4 890 espectadores Árbitro(s): Iván Antonio López Sánchez | Asistencia: 4 890 espectadores Árbitro(s): Iván Antonio López Sánchez |
| Atlante avanzó a la semifinales. Global 2:1 |                 |                        |       |                                                                       |                                                                       |

| 4 de mayo de 2023 | Cimarrones     | 1:1 (0:1) | Atlético Morelia | Estadio Héroe de Nacozari, Hermosillo, Sonora                             |                                                                           |
| 21:00 (UTC-6)     | D. Jiménez 74' | Reporte   | 4' J. Ibarra     | Asistencia: 4 186 espectadores Árbitro(s): Maximiliano Quintero Hernández | Asistencia: 4 186 espectadores Árbitro(s): Maximiliano Quintero Hernández |

| 7 de mayo de 2023                                     | Atlético Morelia | 1:0 (Global 2:1) | Cimarrones | Estadio Morelos, Morelia, Michoacán                                    |                                                                        |
| 17:00 (UTC-6)                                         | O. Islas 24'     | Reporte          |            | Asistencia: 15 592 espectadores Árbitro(s): Edgar Ulises Rangel Araujo | Asistencia: 15 592 espectadores Árbitro(s): Edgar Ulises Rangel Araujo |
| Atlético Morelia avanzó a las semifinales. Global 2:1 |                  |                  |            |                                                                        |                                                                        |

### Semifinales
| 11 de mayo de 2023 | Atlético Morelia | 1:1 (1:0) | Celaya        | Estadio Morelos, Morelia, Michoacán                                        |                                                                            |
| 17:00 (UTC -6)     | B. Mendoza 44'   | Reporte   | 65' A. Escoto | Asistencia: 13 693 espectadores Árbitro(s): Maximiliano Quintero Hernández | Asistencia: 13 693 espectadores Árbitro(s): Maximiliano Quintero Hernández |

| 14 de mayo de 2023                             | Celaya        | 1:3 (1:0) (Global 2:4) | Atlético Morelia                                  | Estadio Miguel Alemán Valdés, Celaya, Guanajuato                       |                                                                        |
| 17:00 (UTC -6)                                 | A. Escoto 30' | Reporte                | 46' J. Flores · 52' J. Uchuari · 90+2' S. Ramírez | Asistencia: 15 349 espectadores Árbitro(s): Iván Antonio López Sánchez | Asistencia: 15 349 espectadores Árbitro(s): Iván Antonio López Sánchez |
| Atlético Morelia avanzó a la final. Global 2:4 |               |                        |                                                   |                                                                        |                                                                        |

| 10 de mayo de 2023 | Atlante | 0:0     | Tapatío | Estadio de la Ciudad de los Deportes, Ciudad de México               |                                                                      |
| 17:00 (UTC -6)     |         | Reporte |         | Asistencia: 3 686 espectadores Árbitro(s): Salvador Pérez Villalobos | Asistencia: 3 686 espectadores Árbitro(s): Salvador Pérez Villalobos |

| 13 de mayo de 2023                    | Tapatío        | 1:0 (Global 1:0) | Atlante | Estadio Jalisco, Guadalajara, Jalisco                                          |                                                                                |
| 17:00 (UTC -6)                        | J. Brigido 36' | Reporte          |         | Asistencia: 1 877 espectadores Árbitro(s): Abraham de Jesús Quirarte Contreras | Asistencia: 1 877 espectadores Árbitro(s): Abraham de Jesús Quirarte Contreras |
| Tapatío avanzó a la final. Global 1:0 |                |                  |         |                                                                                |                                                                                |

### Final
| 17 de mayo de 2023 | Atlético Morelia | 1:2 (0:2) | Tapatío             | Estadio Morelos, Morelia, Michoacán                                        |                                                                            |
| 19:00 (UTC -6)     | J. Uchuari 54'   | Reporte   | 15', 42' J. Brigido | Asistencia: 30 752 espectadores Árbitro(s): Maximiliano Quintero Hernández | Asistencia: 30 752 espectadores Árbitro(s): Maximiliano Quintero Hernández |

| 20 de mayo de 2023                       | Tapatío                             | 2:2 (1:0, 0:0) (t. s.)(Global 4:3) | Atlético Morelia  | Estadio Akron, Zapopan, Jalisco                                                 |                                                                                 |
| 21:05 (UTC -6)                           | C. Engelhart 49' · J. González 101' | Reporte                            | 32', 62' L. Pérez | Asistencia: 23 879 espectadores Árbitro(s): Abraham De Jesús Quirarte Contreras | Asistencia: 23 879 espectadores Árbitro(s): Abraham De Jesús Quirarte Contreras |
| Tapatío campeón del Torneo Clausura 2023 |                                     |                                    |                   |                                                                                 |                                                                                 |

### Final - Ida
| 12    | Guardameta     | Santiago Ramírez      |     |
| 3     | Defensa        | Diego García          |     |
| 4     | Defensa        | Arturo Ledesma        |     |
| 25    | Defensa        | Dennys Navarrete      | 77' |
| 7     | Defensa        | Omar Islas            |     |
| 8     | Centrocampista | Javier Ibarra         |     |
| 16    | Centrocampista | Raúl Torres           |     |
| 6     | Centrocampista | Luis Pérez            |     |
| 26    | Delantero      | Neder Hernández       | 45' |
| 28    | Delantero      | Jonny Uchuari         | 77' |
| 19    | Delantero      | Jose Flores           |     |
| D. T. | D. T.          | Carlos Adrián Morales |     |

| 51    | Guardameta     | Eduardo García          |     |
| 42    | Defensa        | Juan Aguayo             |     |
| 54    | Defensa        | Miguel Gómez            | 76' |
| 237   | Defensa        | Mateo Chávez            |     |
| 63    | Defensa        | Diego Campillo          |     |
| 47    | Centrocampista | Oscar Macías            |     |
| 57    | Centrocampista | Dylan Guajardo          |     |
| 52    | Centrocampista | Christopher Engelhart   |     |
| 35    | Delantero      | Sebastián Pérez Bouquet | 65' |
| 59    | Delantero      | Juan Brigido            | 76' |
| 62    | Delantero      | Jesús González          | 58' |
| D. T. | D. T.          | Gerardo Espinoza        |     |

| 15 | Defensa        | Edwin Quezada    | 45' |
| 10 | Centrocampista | Ronaldo González | 77' |
| 35 | Centrocampista | Jassiel Ruiz     | 77' |

| 182 | Delantero | Luis Puente         | 58' |
| 58  | Delantero | Alejandro Organista | 65' |
| 43  | Defensa   | Rodrigo Reyes       | 76' |
| 48  | Defensa   | Deivoon Magaña      | 76' |

| 54' | Jonny Uchuari | 1:2 |

| 15' · 42' | Juan Brigido | 0:1 0:2 |

| 35' · 57' · 73' | Raúl Torres Carlos Adrián Morales (DT) Diego García |

| 38' · 70' | Diego Campillo Miguel Gómez |

| Principal  | Maximiliano Quintero Hernández |
| Asistentes | Mario Alberto Ramírez Sánchez  |
|            | Mayra Alejandra Mora Cerero    |
| Cuarto     | Mario Terrazas Chávez          |

|                    |     |     |
| Tiros              | 3   | 2   |
| Tiros a puerta     | 15  | 11  |
| Faltas             | 0   | 4   |
| Saques de esquina  | 10  | 4   |
| Penaltis           | 1   | 0   |
| Posesión del balón | 58% | 42% |

| Alineación inicial |

| 12    | Guardameta     | Santiago Ramírez      |     |
| 3     | Defensa        | Diego García          |     |
| 4     | Defensa        | Arturo Ledesma        |     |
| 25    | Defensa        | Dennys Navarrete      | 77' |
| 7     | Defensa        | Omar Islas            |     |
| 8     | Centrocampista | Javier Ibarra         |     |
| 16    | Centrocampista | Raúl Torres           |     |
| 6     | Centrocampista | Luis Pérez            |     |
| 26    | Delantero      | Neder Hernández       | 45' |
| 28    | Delantero      | Jonny Uchuari         | 77' |
| 19    | Delantero      | Jose Flores           |     |
| D. T. | D. T.          | Carlos Adrián Morales |     |

| 51    | Guardameta     | Eduardo García          |     |
| 42    | Defensa        | Juan Aguayo             |     |
| 54    | Defensa        | Miguel Gómez            | 76' |
| 237   | Defensa        | Mateo Chávez            |     |
| 63    | Defensa        | Diego Campillo          |     |
| 47    | Centrocampista | Oscar Macías            |     |
| 57    | Centrocampista | Dylan Guajardo          |     |
| 52    | Centrocampista | Christopher Engelhart   |     |
| 35    | Delantero      | Sebastián Pérez Bouquet | 65' |
| 59    | Delantero      | Juan Brigido            | 76' |
| 62    | Delantero      | Jesús González          | 58' |
| D. T. | D. T.          | Gerardo Espinoza        |     |

| 15 | Defensa        | Edwin Quezada    | 45' |
| 10 | Centrocampista | Ronaldo González | 77' |
| 35 | Centrocampista | Jassiel Ruiz     | 77' |

| 182 | Delantero | Luis Puente         | 58' |
| 58  | Delantero | Alejandro Organista | 65' |
| 43  | Defensa   | Rodrigo Reyes       | 76' |
| 48  | Defensa   | Deivoon Magaña      | 76' |

| 54' | Jonny Uchuari | 1:2 |

| 15' · 42' | Juan Brigido | 0:1 0:2 |

| 35' · 57' · 73' | Raúl Torres Carlos Adrián Morales (DT) Diego García |

| 38' · 70' | Diego Campillo Miguel Gómez |

| Principal  | Maximiliano Quintero Hernández |
| Asistentes | Mario Alberto Ramírez Sánchez  |
|            | Mayra Alejandra Mora Cerero    |
| Cuarto     | Mario Terrazas Chávez          |

|                    |     |     |
| Tiros              | 3   | 2   |
| Tiros a puerta     | 15  | 11  |
| Faltas             | 0   | 4   |
| Saques de esquina  | 10  | 4   |
| Penaltis           | 1   | 0   |
| Posesión del balón | 58% | 42% |

| Alineación inicial |

| 12    | Guardameta     | Santiago Ramírez      |     |
| 3     | Defensa        | Diego García          |     |
| 4     | Defensa        | Arturo Ledesma        |     |
| 25    | Defensa        | Dennys Navarrete      | 77' |
| 7     | Defensa        | Omar Islas            |     |
| 8     | Centrocampista | Javier Ibarra         |     |
| 16    | Centrocampista | Raúl Torres           |     |
| 6     | Centrocampista | Luis Pérez            |     |
| 26    | Delantero      | Neder Hernández       | 45' |
| 28    | Delantero      | Jonny Uchuari         | 77' |
| 19    | Delantero      | Jose Flores           |     |
| D. T. | D. T.          | Carlos Adrián Morales |     |

| 51    | Guardameta     | Eduardo García          |     |
| 42    | Defensa        | Juan Aguayo             |     |
| 54    | Defensa        | Miguel Gómez            | 76' |
| 237   | Defensa        | Mateo Chávez            |     |
| 63    | Defensa        | Diego Campillo          |     |
| 47    | Centrocampista | Oscar Macías            |     |
| 57    | Centrocampista | Dylan Guajardo          |     |
| 52    | Centrocampista | Christopher Engelhart   |     |
| 35    | Delantero      | Sebastián Pérez Bouquet | 65' |
| 59    | Delantero      | Juan Brigido            | 76' |
| 62    | Delantero      | Jesús González          | 58' |
| D. T. | D. T.          | Gerardo Espinoza        |     |

| 15 | Defensa        | Edwin Quezada    | 45' |
| 10 | Centrocampista | Ronaldo González | 77' |
| 35 | Centrocampista | Jassiel Ruiz     | 77' |

| 182 | Delantero | Luis Puente         | 58' |
| 58  | Delantero | Alejandro Organista | 65' |
| 43  | Defensa   | Rodrigo Reyes       | 76' |
| 48  | Defensa   | Deivoon Magaña      | 76' |

| 54' | Jonny Uchuari | 1:2 |

| 15' · 42' | Juan Brigido | 0:1 0:2 |

| 35' · 57' · 73' | Raúl Torres Carlos Adrián Morales (DT) Diego García |

| 38' · 70' | Diego Campillo Miguel Gómez |

| Principal  | Maximiliano Quintero Hernández |
| Asistentes | Mario Alberto Ramírez Sánchez  |
|            | Mayra Alejandra Mora Cerero    |
| Cuarto     | Mario Terrazas Chávez          |

|                    |     |     |
| Tiros              | 3   | 2   |
| Tiros a puerta     | 15  | 11  |
| Faltas             | 0   | 4   |
| Saques de esquina  | 10  | 4   |
| Penaltis           | 1   | 0   |
| Posesión del balón | 58% | 42% |

| Alineación inicial |

| 12    | Guardameta     | Santiago Ramírez      |     |
| 3     | Defensa        | Diego García          |     |
| 4     | Defensa        | Arturo Ledesma        |     |
| 25    | Defensa        | Dennys Navarrete      | 77' |
| 7     | Defensa        | Omar Islas            |     |
| 8     | Centrocampista | Javier Ibarra         |     |
| 16    | Centrocampista | Raúl Torres           |     |
| 6     | Centrocampista | Luis Pérez            |     |
| 26    | Delantero      | Neder Hernández       | 45' |
| 28    | Delantero      | Jonny Uchuari         | 77' |
| 19    | Delantero      | Jose Flores           |     |
| D. T. | D. T.          | Carlos Adrián Morales |     |

| 51    | Guardameta     | Eduardo García          |     |
| 42    | Defensa        | Juan Aguayo             |     |
| 54    | Defensa        | Miguel Gómez            | 76' |
| 237   | Defensa        | Mateo Chávez            |     |
| 63    | Defensa        | Diego Campillo          |     |
| 47    | Centrocampista | Oscar Macías            |     |
| 57    | Centrocampista | Dylan Guajardo          |     |
| 52    | Centrocampista | Christopher Engelhart   |     |
| 35    | Delantero      | Sebastián Pérez Bouquet | 65' |
| 59    | Delantero      | Juan Brigido            | 76' |
| 62    | Delantero      | Jesús González          | 58' |
| D. T. | D. T.          | Gerardo Espinoza        |     |

| 15 | Defensa        | Edwin Quezada    | 45' |
| 10 | Centrocampista | Ronaldo González | 77' |
| 35 | Centrocampista | Jassiel Ruiz     | 77' |

| 182 | Delantero | Luis Puente         | 58' |
| 58  | Delantero | Alejandro Organista | 65' |
| 43  | Defensa   | Rodrigo Reyes       | 76' |
| 48  | Defensa   | Deivoon Magaña      | 76' |

| 54' | Jonny Uchuari | 1:2 |

| 15' · 42' | Juan Brigido | 0:1 0:2 |

| 35' · 57' · 73' | Raúl Torres Carlos Adrián Morales (DT) Diego García |

| 38' · 70' | Diego Campillo Miguel Gómez |

| Principal  | Maximiliano Quintero Hernández |
| Asistentes | Mario Alberto Ramírez Sánchez  |
|            | Mayra Alejandra Mora Cerero    |
| Cuarto     | Mario Terrazas Chávez          |

|                    |     |     |
| Tiros              | 3   | 2   |
| Tiros a puerta     | 15  | 11  |
| Faltas             | 0   | 4   |
| Saques de esquina  | 10  | 4   |
| Penaltis           | 1   | 0   |
| Posesión del balón | 58% | 42% |

| Alineación inicial |

### Final - Vuelta
| 51    | Guardameta     | Eduardo García          |     |
| 42    | Defensa        | Juan de Dios Aguayo     |     |
| 54    | Defensa        | Miguel Gómez            |     |
| 63    | Defensa        | Diego Campillo          |     |
| 47    | Centrocampista | Oscar Macías            |     |
| 52    | Centrocampista | Christopher Engelhart   | 95' |
| 57    | Centrocampista | Dylan Guajardo          | 89' |
| 237   | Centrocampista | Mateo Chávez            | 60' |
| 35    | Centrocampista | Sebastián Pérez Bouquet | 71' |
| 59    | Delantero      | Juan Brigido            | 71' |
| 62    | Delantero      | Jesús González          |     |
| D. T. | D. T.          | Gerardo Espinoza        |     |

| 12    | Guardameta     | Santiago Ramírez      |     |
| 4     | Defensa        | Arturo Ledesma        |     |
| 5     | Defensa        | Víctor Milke          |     |
| 14    | Defensa        | Mario Trejo           |     |
| 22    | Defensa        | Daniel Parra          | 20' |
| 6     | Centrocampista | Luis Pérez            | 73' |
| 7     | Centrocampista | Omar Islas            |     |
| 8     | Centrocampista | Javier Ibarra         | 82' |
| 16    | Centrocampista | Raúl Torres           |     |
| 28    | Centrocampista | Jonny Uchuari         | 73' |
| 19    | Delantero      | José Flores           |     |
| D. T. | D. T.          | Carlos Adrián Morales |     |

| 48  | Defensa        | Deivoon Magaña      | 60' |
| 58  | Delantero      | Alejandro Organista | 71' |
| 49  | Centrocampista | Gilberto García     | 71' |
| 189 | Centrocampista | Gael García         | 89' |
| 56  | Centrocampista | Benjamín Sánchez    | 95' |

| 3  | Defensa        | Diego García 106 | 20'  |
| 30 | Delantero      | Bryan Mendoza    | 73'  |
| 26 | Centrocampista | Neder Hernández  | 73'  |
| 35 | Centrocampista | Jassiel Ruiz     | 82'  |
| 10 | Centrocampista | Ronaldo González | 106' |

| 49' · 101' | Christopher Engelhart Jesús González | 1:1 2:2 |

| 32' · 62' | Luis Pérez | 0:1 1:2 |

| 40' · 105' · 107' | Mateo Chávez Gael García Oscar Macías |

| 44' · 64' · 86' · 114' | Diego García Luis Pérez Raúl Torres Ronaldo González |

| Principal  | Abraham de Jesús Quirarte Contreras |
| Asistentes | Jaime Daniel González Ramírez       |
|            | Rodrigo René Sansores Díaz          |
| Cuarto     | Edgar Ulises Rangel Araujo          |

|                    |     |     |
| Tiros a puerta     | 10  | 5   |
| Saques de esquina  | 5   | 8   |
| Penaltis           | 0   | 0   |
| Posesión del balón | 58% | 42% |

| Alineación inicial |

| 51    | Guardameta     | Eduardo García          |     |
| 42    | Defensa        | Juan de Dios Aguayo     |     |
| 54    | Defensa        | Miguel Gómez            |     |
| 63    | Defensa        | Diego Campillo          |     |
| 47    | Centrocampista | Oscar Macías            |     |
| 52    | Centrocampista | Christopher Engelhart   | 95' |
| 57    | Centrocampista | Dylan Guajardo          | 89' |
| 237   | Centrocampista | Mateo Chávez            | 60' |
| 35    | Centrocampista | Sebastián Pérez Bouquet | 71' |
| 59    | Delantero      | Juan Brigido            | 71' |
| 62    | Delantero      | Jesús González          |     |
| D. T. | D. T.          | Gerardo Espinoza        |     |

| 12    | Guardameta     | Santiago Ramírez      |     |
| 4     | Defensa        | Arturo Ledesma        |     |
| 5     | Defensa        | Víctor Milke          |     |
| 14    | Defensa        | Mario Trejo           |     |
| 22    | Defensa        | Daniel Parra          | 20' |
| 6     | Centrocampista | Luis Pérez            | 73' |
| 7     | Centrocampista | Omar Islas            |     |
| 8     | Centrocampista | Javier Ibarra         | 82' |
| 16    | Centrocampista | Raúl Torres           |     |
| 28    | Centrocampista | Jonny Uchuari         | 73' |
| 19    | Delantero      | José Flores           |     |
| D. T. | D. T.          | Carlos Adrián Morales |     |

| 48  | Defensa        | Deivoon Magaña      | 60' |
| 58  | Delantero      | Alejandro Organista | 71' |
| 49  | Centrocampista | Gilberto García     | 71' |
| 189 | Centrocampista | Gael García         | 89' |
| 56  | Centrocampista | Benjamín Sánchez    | 95' |

| 3  | Defensa        | Diego García 106 | 20'  |
| 30 | Delantero      | Bryan Mendoza    | 73'  |
| 26 | Centrocampista | Neder Hernández  | 73'  |
| 35 | Centrocampista | Jassiel Ruiz     | 82'  |
| 10 | Centrocampista | Ronaldo González | 106' |

| 49' · 101' | Christopher Engelhart Jesús González | 1:1 2:2 |

| 32' · 62' | Luis Pérez | 0:1 1:2 |

| 40' · 105' · 107' | Mateo Chávez Gael García Oscar Macías |

| 44' · 64' · 86' · 114' | Diego García Luis Pérez Raúl Torres Ronaldo González |

| Principal  | Abraham de Jesús Quirarte Contreras |
| Asistentes | Jaime Daniel González Ramírez       |
|            | Rodrigo René Sansores Díaz          |
| Cuarto     | Edgar Ulises Rangel Araujo          |

|                    |     |     |
| Tiros a puerta     | 10  | 5   |
| Saques de esquina  | 5   | 8   |
| Penaltis           | 0   | 0   |
| Posesión del balón | 58% | 42% |

| Alineación inicial |

| 51    | Guardameta     | Eduardo García          |     |
| 42    | Defensa        | Juan de Dios Aguayo     |     |
| 54    | Defensa        | Miguel Gómez            |     |
| 63    | Defensa        | Diego Campillo          |     |
| 47    | Centrocampista | Oscar Macías            |     |
| 52    | Centrocampista | Christopher Engelhart   | 95' |
| 57    | Centrocampista | Dylan Guajardo          | 89' |
| 237   | Centrocampista | Mateo Chávez            | 60' |
| 35    | Centrocampista | Sebastián Pérez Bouquet | 71' |
| 59    | Delantero      | Juan Brigido            | 71' |
| 62    | Delantero      | Jesús González          |     |
| D. T. | D. T.          | Gerardo Espinoza        |     |

| 12    | Guardameta     | Santiago Ramírez      |     |
| 4     | Defensa        | Arturo Ledesma        |     |
| 5     | Defensa        | Víctor Milke          |     |
| 14    | Defensa        | Mario Trejo           |     |
| 22    | Defensa        | Daniel Parra          | 20' |
| 6     | Centrocampista | Luis Pérez            | 73' |
| 7     | Centrocampista | Omar Islas            |     |
| 8     | Centrocampista | Javier Ibarra         | 82' |
| 16    | Centrocampista | Raúl Torres           |     |
| 28    | Centrocampista | Jonny Uchuari         | 73' |
| 19    | Delantero      | José Flores           |     |
| D. T. | D. T.          | Carlos Adrián Morales |     |

| 48  | Defensa        | Deivoon Magaña      | 60' |
| 58  | Delantero      | Alejandro Organista | 71' |
| 49  | Centrocampista | Gilberto García     | 71' |
| 189 | Centrocampista | Gael García         | 89' |
| 56  | Centrocampista | Benjamín Sánchez    | 95' |

| 3  | Defensa        | Diego García 106 | 20'  |
| 30 | Delantero      | Bryan Mendoza    | 73'  |
| 26 | Centrocampista | Neder Hernández  | 73'  |
| 35 | Centrocampista | Jassiel Ruiz     | 82'  |
| 10 | Centrocampista | Ronaldo González | 106' |

| 49' · 101' | Christopher Engelhart Jesús González | 1:1 2:2 |

| 32' · 62' | Luis Pérez | 0:1 1:2 |

| 40' · 105' · 107' | Mateo Chávez Gael García Oscar Macías |

| 44' · 64' · 86' · 114' | Diego García Luis Pérez Raúl Torres Ronaldo González |

| Principal  | Abraham de Jesús Quirarte Contreras |
| Asistentes | Jaime Daniel González Ramírez       |
|            | Rodrigo René Sansores Díaz          |
| Cuarto     | Edgar Ulises Rangel Araujo          |

|                    |     |     |
| Tiros a puerta     | 10  | 5   |
| Saques de esquina  | 5   | 8   |
| Penaltis           | 0   | 0   |
| Posesión del balón | 58% | 42% |

| Alineación inicial |

| 51    | Guardameta     | Eduardo García          |     |
| 42    | Defensa        | Juan de Dios Aguayo     |     |
| 54    | Defensa        | Miguel Gómez            |     |
| 63    | Defensa        | Diego Campillo          |     |
| 47    | Centrocampista | Oscar Macías            |     |
| 52    | Centrocampista | Christopher Engelhart   | 95' |
| 57    | Centrocampista | Dylan Guajardo          | 89' |
| 237   | Centrocampista | Mateo Chávez            | 60' |
| 35    | Centrocampista | Sebastián Pérez Bouquet | 71' |
| 59    | Delantero      | Juan Brigido            | 71' |
| 62    | Delantero      | Jesús González          |     |
| D. T. | D. T.          | Gerardo Espinoza        |     |

| 12    | Guardameta     | Santiago Ramírez      |     |
| 4     | Defensa        | Arturo Ledesma        |     |
| 5     | Defensa        | Víctor Milke          |     |
| 14    | Defensa        | Mario Trejo           |     |
| 22    | Defensa        | Daniel Parra          | 20' |
| 6     | Centrocampista | Luis Pérez            | 73' |
| 7     | Centrocampista | Omar Islas            |     |
| 8     | Centrocampista | Javier Ibarra         | 82' |
| 16    | Centrocampista | Raúl Torres           |     |
| 28    | Centrocampista | Jonny Uchuari         | 73' |
| 19    | Delantero      | José Flores           |     |
| D. T. | D. T.          | Carlos Adrián Morales |     |

| 48  | Defensa        | Deivoon Magaña      | 60' |
| 58  | Delantero      | Alejandro Organista | 71' |
| 49  | Centrocampista | Gilberto García     | 71' |
| 189 | Centrocampista | Gael García         | 89' |
| 56  | Centrocampista | Benjamín Sánchez    | 95' |

| 3  | Defensa        | Diego García 106 | 20'  |
| 30 | Delantero      | Bryan Mendoza    | 73'  |
| 26 | Centrocampista | Neder Hernández  | 73'  |
| 35 | Centrocampista | Jassiel Ruiz     | 82'  |
| 10 | Centrocampista | Ronaldo González | 106' |

| 49' · 101' | Christopher Engelhart Jesús González | 1:1 2:2 |

| 32' · 62' | Luis Pérez | 0:1 1:2 |

| 40' · 105' · 107' | Mateo Chávez Gael García Oscar Macías |

| 44' · 64' · 86' · 114' | Diego García Luis Pérez Raúl Torres Ronaldo González |

| Principal  | Abraham de Jesús Quirarte Contreras |
| Asistentes | Jaime Daniel González Ramírez       |
|            | Rodrigo René Sansores Díaz          |
| Cuarto     | Edgar Ulises Rangel Araujo          |

|                    |     |     |
| Tiros a puerta     | 10  | 5   |
| Saques de esquina  | 5   | 8   |
| Penaltis           | 0   | 0   |
| Posesión del balón | 58% | 42% |

| Alineación inicial |

| Campeón Clausura 2023 |
| --------------------- |
|                       |
| Tapatío               |
| 1°Título              |

## Tabla de cocientes
Al igual que en la Liga MX el descenso fue suspendido para la temporada 2022-23, sin embargo, de acuerdo con el Artículo 24 del reglamento de competencia, los tres clubes que ocupen los últimos lugares de la tabla de cocientes deberán pagar la multa correspondiente de acuerdo con el reparto establecido: $MXN 1.5 millones el último lugar; $MXN 1 millón el penúltimo; y $MXN 500 mil el antepenúltimo puesto de la tabla. Los clubes filiales (Pumas Tabasco, Raya2 y Tapatío), además de los equipos con estatus de invitado de la Liga Premier (Durango y Tlaxcala) quedan exentos de pagar la multa, sin embargo, si un equipo de los citados finaliza en esas posiciones, no habrá recorrido en la tabla y esa multa no será pagada por ningún otro equipo.
- Fecha de actualización: 23 de abril de 2023[17]

| Pos. | Equipo           | G20             | GC21            | A21             | C22             | A22 | C23 | Puntos | G20J            | GC21J           | A21J            | C22J            | A22J | C23J | Juegos | DG  | Cociente |
| ---- | ---------------- | --------------- | --------------- | --------------- | --------------- | --- | --- | ------ | --------------- | --------------- | --------------- | --------------- | ---- | ---- | ------ | --- | -------- |
| 1    | Celaya           | 32              | 25              | 25              | 27              | 38  | 37  | 184    | 15              | 15              | 16              | 16              | 17   | 17   | 96     | 39  | 1.9168   |
| 2    | Atlante          | 28              | 22              | 31              | 23              | 34  | 30  | 168    | 15              | 15              | 16              | 16              | 17   | 17   | 96     | 42  | 1.7500   |
| 3    | Atlético Morelia | 26              | 29              | 28              | 25              | 26  | 30  | 164    | 15              | 15              | 16              | 16              | 17   | 17   | 96     | 21  | 1.7083   |
| 4    | Cimarrones       | 28              | 26              | 21              | 23              | 30  | 25  | 153    | 15              | 15              | 16              | 16              | 17   | 17   | 96     | 25  | 1.5938   |
| 5    | Tapatío          | 21              | 22              | 14              | 22              | 22  | 31  | 132    | 15              | 15              | 16              | 16              | 17   | 17   | 96     | -12 | 1.3750   |
| 6    | Tepatitlán       | 23              | 22              | 18              | 22              | 21  | 25  | 131    | 15              | 15              | 16              | 16              | 17   | 17   | 96     | 5   | 1.3686   |
| 7    | Leones Negros    | 13              | 11              | 25              | 29              | 31  | 21  | 130    | 15              | 15              | 16              | 16              | 17   | 17   | 96     | 24  | 1.3542   |
| 8    | Zacatecas        | 23              | 24              | 19              | 24              | 23  | 17  | 130    | 15              | 15              | 16              | 16              | 17   | 17   | 96     | -13 | 1.3542   |
| 9    | Dorados          | 14              | 18              | 37              | 19              | 27  | 9   | 124    | 15              | 15              | 16              | 16              | 17   | 17   | 96     | -8  | 1.2917   |
| 10   | Venados          | 16              | 17              | 21              | 22              | 25  | 22  | 123    | 15              | 15              | 16              | 16              | 17   | 17   | 96     | 4   | 1.2813   |
| 11   | Oaxaca           | 13              | 19              | 16              | 31              | 20  | 22  | 121    | 15              | 15              | 16              | 16              | 17   | 17   | 96     | 10  | 1.2604   |
| 12   | Tlaxcala         | 18              | 19              | 18              | 22              | 19  | 23  | 119    | 15              | 15              | 16              | 16              | 17   | 17   | 96     | -21 | 1.2396   |
| 13   | Raya2            |                 |                 |                 |                 | 18  | 24  | 42     |                 |                 |                 |                 | 17   | 17   | 34     | -8  | 1.2353   |
| 14   | Cancún           | 24              | 21              | 13              | 23              | 14  | 19  | 114    | 15              | 15              | 16              | 16              | 17   | 17   | 96     | -26 | 1.1875   |
| 15   | Atlético La Paz  | 23              | 16              | 22              | 11              | 17  | 21  | 110    | 15              | 15              | 16              | 16              | 17   | 17   | 96     | -16 | 1.1458   |
| 16   | Durango          | Liga Premier MX | Liga Premier MX | Liga Premier MX | Liga Premier MX | 20  | 18  | 38     | Liga Premier MX | Liga Premier MX | Liga Premier MX | Liga Premier MX | 17   | 17   | 34     | -15 | 1.1176   |
| 17   | Correcaminos     | 13              | 13              | 19              | 18              | 19  | 22  | 104    | 15              | 15              | 16              | 16              | 17   | 17   | 96     | -16 | 1.0833   |
| 18   | Pumas Tabasco    |                 |                 | 23              | 12              | 10  | 22  | 67     |                 |                 | 16              | 16              | 17   | 17   | 66     | -30 | 1.0152   |

     Pago de multa $MXN500 mil.
     Pago de multa $MXN1 millón.
     Pago de multa $MXN1.5 millones.
     Equipo exento de pago de multa.

## Estadísticas

### Clasificación juego limpio
- Datos según la página oficial.
- Fecha de actualización: 23 de abril de 2023

| Lugar                                | Club                                 |          |          |          | Puntos   |
| ------------------------------------ | ------------------------------------ | -------- | -------- | -------- | -------- |
| 1                                    | Correcaminos                         | 29       | 0        | 1        | 32       |
| 2                                    | Tlaxcala                             | 33       | 0        | 1        | 36       |
| 3                                    | Tapatío                              | 36       | 3        | 1        | 48       |
| 4                                    | Cimarrones                           | 39       | 1        | 2        | 48       |
| 5                                    | Atlante                              | 38       | 1        | 3        | 50       |
| 6                                    | Zacatecas                            | 38       | 3        | 1        | 50       |
| 7                                    | Leones Negros                        | 42       | 0        | 3        | 51       |
| 8                                    | Raya2                                | 42       | 1        | 3        | 54       |
| 9                                    | Dorados                              | 44       | 2        | 3        | 59       |
| 10                                   | Atlético Morelia                     | 45       | 1        | 3        | 60       |
| 11                                   | Atlético La Paz                      | 53       | 1        | 2        | 62       |
| 12                                   | Cancún                               | 51       | 1        | 4        | 66       |
| 13                                   | Venados                              | 43       | 4        | 4        | 67       |
| 14                                   | Tepatitlán                           | 45       | 2        | 6        | 69       |
| 15                                   | Durango                              | 51       | 2        | 4        | 69       |
| 16                                   | Pumas Tabasco                        | 60       | 2        | 2        | 72       |
| 17                                   | Oaxaca                               | 61       | 2        | 3        | 76       |
| 18                                   | Celaya                               | 62       | 2        | 5        | 83       |
| Primera Tarjeta Amarilla             | Primera Tarjeta Amarilla             | 1 punto  | 1 punto  | 1 punto  | 1 punto  |
| Segunda Tarjeta Amarilla y Expulsión | Segunda Tarjeta Amarilla y Expulsión | 3 puntos | 3 puntos | 3 puntos | 3 puntos |
| Tarjeta Roja Directa                 | Tarjeta Roja Directa                 | 3 puntos | 3 puntos | 3 puntos | 3 puntos |

### Máximos goleadores
Lista con los máximos goleadores del torneo.
- Datos según la página oficial.

Fecha de actualización: 23 de abril de 2023
| Posición | Jugador               | Club            | Goles | Min. | Frec.       |
| -------- | --------------------- | --------------- | ----- | ---- | ----------- |
| 1.º      | Ricardo Marín         | Celaya          | 10    | 1401 | 140.1 min.  |
| 2.º      | Luis Guadalupe Loroña | Cancún          | 9     | 1377 | 153 min.    |
| 3.º      | Amaury Escoto         | Celaya          | 7     | 984  | 140.57 min. |
| =        | Cristian Cañozales    | Oaxaca          | 7     | 1284 | 183.43 min. |
| =        | William Guzmán        | Durango         | 7     | 1316 | 188 min.    |
| 6.º      | Daniel Lajud          | Atlante         | 6     | 1222 | 203.67 min. |
| =        | Julio Cruz            | Oaxaca          | 6     | 790  | 131.67 min. |
| =        | Giovani Hernández     | Correcaminos    | 6     | 1452 | 242 min.    |
| 9.º      | Víctor Daniel López   | Raya2           | 5     | 1228 | 245.6 min.  |
| =        | Diego Cruz            | Tlaxcala        | 5     | 1280 | 256 min.    |
| =        | Ángel Adán López      | Venados         | 5     | 1040 | 208 min.    |
| =        | Sleyther Lora         | Venados         | 5     | 1193 | 238.6 min.  |
| =        | Kristian Álvarez      | Atlético La Paz | 5     | 1035 | 207 min.    |

#### Tripletes o más
| Jugador            | Local           | Resultado | Visita       | Goles              | Fecha       | Jornada |
| ------------------ | --------------- | --------- | ------------ | ------------------ | ----------- | ------- |
| Adrián Justo       | Atlético La Paz | 4 - 1     | Correcaminos | 34' 53' 72'        | 7 de marzo  | 10      |
| Cristian Cañozales | Zacatecas       | 3 - 6     | Oaxaca       | 6' 60' 90+4' 90+7' | 21 de marzo | 12      |

### Asistencia
Lista con la asistencia de los partidos y equipos Liga BBVA Expansión MX.
Datos actualizados a 23 de abril de 2023

#### Por equipo
En los promedios solamente se computan los partidos que contaron con asistencia de público. El porcentaje de ocupación media está calculado con base en la capacidad total del estadio.
| Pos                | Equipo             | Total   | Media | Más alta | Más baja | % de Ocupación |
| ------------------ | ------------------ | ------- | ----- | -------- | -------- | -------------- |
| 1                  | Atlético Morelia   | 63,330  | 7,916 | 13,362   | 5,057    | 22.75%         |
| 2                  | Venados            | 39,771  | 4,419 | 7,086    | 2,873    | 29.29%         |
| 3                  | Atlante            | 31,690  | 3,521 | 8,496    | 1,720    | 10.28%         |
| 4                  | Tepatitlán         | 26,124  | 3,266 | 7,900    | 1,128    | 40.39%         |
| 5                  | Atlético La Paz    | 26,564  | 2,952 | 5,153    | 2,147    | 53.76%         |
| 6                  | Leones Negros      | 26,143  | 2,905 | 6,425    | 1,503    | 5.28%          |
| 7                  | Oaxaca             | 19,915  | 2,489 | 4,353    | 1,587    | 17.05%         |
| 8                  | Cancún             | 19,398  | 2,425 | 4,244    | 1,271    | 12.87%         |
| 9                  | Celaya             | 20,942  | 2,327 | 3,579    | 1,547    | 10.04%         |
| 10                 | Zacatecas          | 18,469  | 2,309 | 2,964    | 1,520    | 11.50%         |
| 11                 | Tlaxcala           | 19,781  | 2,198 | 3,020    | 1,541    | 19.74%         |
| 12                 | Durango            | 17,309  | 2,164 | 5,983    | 1,100    | 20.32%         |
| 13                 | Correcaminos       | 17,254  | 2,157 | 3,051    | 1,493    | 20.50%         |
| 14                 | Cimarrones         | 15,484  | 1,720 | 3,041    | 1,046    | 9.18%          |
| 15                 | Dorados            | 11,709  | 1,673 | 1,833    | 1,233    | 8.32%          |
| 16                 | Pumas Tabasco      | 8,894   | 1,271 | 1,500    | 760      | 10.59%         |
| 17                 | Tapatío            | 4,531   | 503   | 1,017    | 264      | 1.09%          |
| 18                 | Raya2              | 3,143   | 349   | 602      | 185      | 0.68%          |
| Totales del Torneo | Totales del Torneo | 391,174 | 2,591 | 13,362   | 185      | 11.12%         |

#### Por jornada
El listado excluye los partidos que fueron disputados a puerta cerrada.
| 1     | 16,915  | 2,114 | 8.20%  | Venados vs Tepatitlán (4,217)         | Raya2 vs Tapatío (272)          |
| 2     | 20,887  | 2,320 | 11.36% | Atlético Morelia vs Durango (6,085)   | Tapatío vs Atlante (264)        |
| 3     | 22,457  | 2,495 | 12.11% | Venados vs Oaxaca (4,024)             | Durango vs Tepatitlán (1,100)   |
| 4     | 17,989  | 2,249 | 6.28%  | Atlético Morelia vs Venados (7,038)   | Raya2 vs Tlaxcala (230)         |
| 5     | 18,637  | 2,070 | 11.54% | Venados vs Raya2 (4,997)              | Tapatío vs Celaya (269)         |
| 6     | 23,207  | 2,578 | 9.34%  | Atlético Morelia vs Tapatío (7,502)   | Raya2 vs Atlético La Paz (301)  |
| 7     | 19,236  | 2,137 | 11.28% | Tepatitlán vs Leones Negros (4,403)   | Tapatío vs Pumas Tabasco (301)  |
| 8     | 29,094  | 3,233 | 13.18% | Atlético Morelia vs Atlante (13,362)  | Raya2 vs Cancún (409)           |
| 9     | 16,434  | 1,826 | 8.62%  | Atlante vs Raya2 (2,985)              | Tapatío vs Oaxaca (365)         |
| 10    | 30,932  | 3,439 | 14.70% | Atlético Morelia vs Zacatecas (6,650) | Raya2 vs Oaxaca (309)           |
| 11    | 18,143  | 2,016 | 9.48%  | Atlético Morelia vs Raya2 (5,057)     | Tapatío vs Cimarrones (342)     |
| 12    | 20,108  | 2,234 | 9.19%  | Venados vs Tapatío (4,536)            | Raya2 vs Correcaminos (561)     |
| 13    | 25,194  | 2,799 | 13.20% | Atlante vs Leones Negros (8,496)      | Tapatío vs Tepatitlán (810)     |
| 14    | 27,915  | 3,101 | 12.52% | Atlético Morelia vs Celaya (8,508)    | Raya2 vs Dorados (185)          |
| 15    | 19,993  | 2,221 | 8.82%  | Atlante vs Correcaminos (3,728)       | Raya2 vs Durango (602)          |
| 16    | 33,049  | 3,672 | 18.00% | Atlético Morelia vs Oaxaca (9,128)    | Zacatecas vs Cimarrones (1,520) |
| 17    | 30,261  | 3,362 | 11.22% | Venados vs Cancún (7,086)             | Raya2 vs Tepatitlán (274)       |
| Total | 391,174 | 2,591 | 11.12% | Atlético Morelia vs Atlante (13,362)  | Raya2 vs Tlaxcala (230)         |